# Désiré Monnier
Désiré Monnier (né Hippolyte Désiré Monnier le 24 janvier 1788, à Lons-le-Saunier, mort le 10 octobre 1867, à Domblans) est un érudit et un folkloriste français, auteur de plusieurs ouvrages consacrés aux traditions populaires de Franche-Comté au milieu du XIXe siècle.

## Biographie
Désiré Monnier a consacré une partie de ses écrits aux souvenirs de la Révolution française, probablement en raison du vécu de ses parents, car il n'a que 16 mois lorsque celle-ci débute. Son enfance est marqué par de nombreux troubles et par la suspicion contre son père, Joseph Monnier, qui est en contact avec de nombreux nobles dans le cadre de sa profession de commissaire à terriers. Le jeune Désiré apprend à lire et écrire auprès de Sœur Gaudemelle, une tierceline chassée de son couvent en raison des troubles de la Révolution, et hébergée par ses parents.

### Enfance et famille
Désiré Monnier est le fils de Jean Joseph Monnier (1742-1809) et d'Anne Vulpillat. Dans son enfance, Désiré Monnier est un enfant vagabond. Il se décrit lui-même comme un être fragile, malade et frêle, sans cesse en déplacement et à la recherche de nouveaux espaces. Dans Souvenirs d’un octogénaire de Province, ouvrage qu’il rédige à la fin de sa vie, il semble que cet état d’âme ait conditionné sa curiosité pour le territoire de sa région, étant toujours en besoin de mouvement : “à quoi peut servir cette âme dans un corps pareil? [...] cette ombre éphémère d’enfant, c’était moi depuis le 8 janvier 1788. [...] Mais, tout en surmontant les chances de mort qui cernaient mes premiers pas dans la carrière humaine, ma nature en a conservé la peine et la tâche originelles : car cet inconcevable besoin de locomotion, cette vague aspiration aux choses inconnues qui m’a suivi en tous lieux, ne sont-ils pas nés du malaise de mon berceau?”
Désiré Monnier naît dans le climat instable du début de la Révolution, une atmosphère pesante surtout ressentie par la position délicate de ses parents. Son père, Jean Joseph Monnier, est commissaire à terriers et enregistre les droits seigneuriaux dans ses livres. Il est également le régisseur de la comtesse de Lauraguais, propriétaire du château d'Arlay, et en relation avec de nombreux membres de la noblesse. Pour cette raison, il pouvait être considéré comme un ennemi de la Révolution. L’inquiétude est grandissante : le beau-frère de Jean Joseph Monnier est arrêté le 23 avril. Le frère de Jean Joseph est envoyé en prison, après avoir fait partie du comité municipal de salut public de Lons-le-Saunier. Jean Joseph essaie quant à lui de rester discret, dans une grotte à Loisia, tout en continuant de travailler comme commissaire à terriers avec son frère. Qualifié de “scrutateur aux sections du fédéralisme”, il évite l’arrestation. En 1794, des exécutions par guillotine ont lieu au tribunal révolutionnaire : “le tribunal révolutionnaire est institué pour punir les ennemis du peuple… La seule peine à infliger, c’est la mort”. Du 19 au 26 juillet, 1831 personnes sont exécutées en France. 
Il s’installe définitivement à Domblans avec sa femme et vit une vie modeste, proche de sa belle-famille. Il voyage régulièrement dans la région, et effectue notamment de longs séjours à Lons-le-Saunier pour consulter les archives départementales. Sa mère meurt le 12 janvier 1842, mais cette mort n’est évoquée que brièvement dans ses récits. Il s’étend beaucoup plus longuement sur la perte de son beau-frère le 23 février 1843, Jean-François Beaupoil, de qui il était très proche.

### Cercles amicaux
En 1808, Désiré Monnier rencontre l'écrivain Charles Nodier. Le lien qui se noue entre les deux hommes est favorisé par leur animosité commune envers Napoléon Ier. Désiré Monnier écrit une lettre de louanges à Charles Nodier après la publication de La Napoléone. L'écrivain lui répond et invite le jeune Désiré Monnier à venir lui rendre visite à Quintigny, dans la propriété de ses beaux-parents. Il devient même un familier de la maison.
En 1813, Désiré Monnier fait la connaissance de Charles Weiss, bibliothécaire à Besançon. Charles Weiss est l'ami le plus cher de Désiré Monnier. Cette forte amitié est entretenue par un riche échange de lettres qui dure jusqu'à la mort de Charles Weiss en 1866. Cette correspondance a aujourd'hui disparu, malgré le soin pris par Désiré Monnier de son vivant à la conserver. Mais la bibliothèque de Besançon conserve les réponses de Désiré Monnier faites à Charles Weiss. C'est une correspondance intellectuelle et amicale, Désiré Monnier envoie régulièrement ses productions littéraires à Charles Weiss, notamment des poèmes de son invention.
Désiré Monnier se lie aussi d'amitié avec Claude Joseph Rouget de Lisle, il lui a rendu visite plusieurs fois, bien qu'il n'apprécie guère le talent poétique de cet auteur.
Une amitié importante dans la vie de Désiré Monnier est celle qu'il entretient avec le poète Alphonse de Lamartine. Il le rencontre le 9 novembre 1831, ainsi que son épouse Elisa de Lamartine. Les deux hommes partagent des discussions littéraires, Désiré Monnier lui envoie même des poèmes de sa main, qui reçoivent un accueil enthousiaste de Lamartine. Désiré Monnier a failli se rendre en Orient (en Grèce et au Liban) aux côtés de la famille de Lamartine, mais il s'est ravisé face à la longueur du voyage. Au Liban, la fille du poète, Julia, meurt tragiquement. Désiré Monnier écrit une lettre touchante à Alphonse de Lamartine pour le consoler.

### Dernières années et décès
Le 16 juillet 1857, Désiré Monnier perd son épouse, Gabrielle, après 42 ans de mariage. Son courrier et ses poèmes témoignent d’un grand deuil. Il poursuit son travail d’écriture, publie des études mais se retire peu à peu de la vie publique. En 1861, il quitte la mairie de Domblans, remplacé par Edouard de Broissia. La même année, l’Annuaire du Jura change de propriétaire, passant aux mains de Frédéric Gauthier. L’année suivante, Désiré Monnier cesse d’y publier. Il n’y écrit alors plus qu’en 1867 pour critiquer le travail de l’éditeur, des auteurs et de la censure dont il fit l’objet, faisant remarquer des “indélicatesses”.
En 1862, il est subitement frappé de paralysie physique. Encouragé par une partie de son entourage, il décide de publier ses mémoires. Le manuscrit original n’a pas été gardé, et le texte, publié à titre posthume, a été remanié. Il décède finalement le 10 octobre 1867. Il est enterré auprès de son épouse dans le vieux cimetière de Domblans.

## Activités professionnelles et érudites

### Années de formation

#### Travaux régionaux
Désiré Monnier ne reçoit pas de formation académique. Il se forme sur le terrain notamment en suivant l’exemple paternel.
Au moment de la prise de pouvoir de Napoléon Bonaparte, le père de Désiré Monnier quitte ses fonctions officielles et politiques et se tourne vers la conservation en devenant archiviste à la préfecture du Jura. C'est à partir de cette époque que Joseph Monnier commence à réunir un large corpus d'archives et de documentation sur l’histoire du département. Il a pour projet d’écrire une histoire complète de la ville de Lons-le-Saunier. Mais sa mort rapide en mars 1809 interrompt ce travail. Désiré Monnier, intéressé lui aussi par les recherches historiques, se lance dans la poursuite de celles de son père et les étend à tout le département jurassien et même à l'ensemble de la Franche-Comté. Cet intérêt régional se retrouve dans sa production de carnets de dessins qu’il réalise lors de ses promenades à pied sur les routes de sa région.

#### Premières expériences professionnelles
En parallèle de ses activités de recherches Désiré Monnier mène une carrière dans l’administration locale.
Cette bonne connaissance de la région lui permet de devenir, en 1811, « arpenteur » de Lons-le-Saunier au sein de l’administration des eaux et des forêts. Deux ans plus tard, en 1813, il entre dans la commission des routes et dans le comité de réflexion pour l’ouverture d’un musée au sein de la ville. En parallèle de ses fonctions administratives, Désiré Monnier écrit dans la presse locale, notamment dans le Journal du Jura où il contribue de longues années.
Durant la Restauration, il suit à Besançon le marquis de Champagne, un de ses fidèles amis et grand royaliste, dont il devient le secrétaire intime. Le retour de Napoléon Bonaparte lors des Cent Jours lui fait perdre sa place dans la capitale régionale et il s’installe finalement à Lons-le-Saunier à la chute de l’Empire où il devient secrétaire particulier du premier préfet.

### Un antiquaire membre des sociétés savantes
Désiré Monnier est un archéologue-antiquaire, l'un des premiers du Jura. Le développement des savoirs antiquaires au XIXe siècle s'inscrit dans des recherches qui débutent au XVIIe siècle et se confirment au XVIIIe siècle. Désiré Monnier fait partie d'une nouvelle génération de chercheurs qui mettent l'accent sur la science archéologique qui se formalise progressivement au cours du XIXe siècle, notamment par l'émergence des sociétés savantes locales. Désiré Monnier est membre de plusieurs de ces sociétés telle que la Société des Sciences, Arts et Belles-Lettres de Mâcon. Il devient membre de la Société d'émulation du Jura dès sa fondation en 1818 et en est un membre actif pendant plusieurs années. Il publie, dans ce cadre, de nombreux écrits sur divers sujets liés à l’histoire régionale.
Sa présence régulière dans la société et son investissement important lui permettent de nourrir de nombreux échanges avec les autres membres au sujet de l’archéologie du département. À cette époque, l’archéologie est une discipline naissance et ses collaborateurs soulignent ses qualités de savant érudit. Il fait figure de précurseur car il comprend, alors que c’est encore une science balbutiante, l’importance de la mise en série des petits fragments antiques et médiévaux afin de les comparer, dans un second temps, pour améliorer notre connaissance des sociétés passées. En somme, Désiré Monnier essaye « d'éclairer l'histoire par l'archéologie et par les traditions ». Ses qualités, reconnues à l’époque par ses collègues jurassiens, ne l’empêchent pas de formuler des théories qui ne sont plus d’actualité. L'antiquaire a d'ailleurs tendance à écrire vite et envoie, parfois hâtivement, des notices concernant des monuments régionaux à l'Académie des Inscriptions et Belles Lettres qui lui répond froidement du fait de théories douteuses et pas au fait des publications scientifiques récentes. Ses travaux  sont donc peu reconnus par les grandes autorités savantes contemporaines, malgré le fait qu'il se soit rendu en 1820 à l'Académie, à Paris, étape qui est pour lui une désillusion. En 1822 et 1823, Bon-Joseph Dacier juge sévèrement son travail et souhaite que Désiré Monnier change sa méthode pour être plus proche des faits, ce qu'il ne fait pas et qui limite dans les années qui suivent ses liens avec l'Académie.
L’histoire celte est l’un des centres d’intérêts privilégiés de Désiré Monnier. Il n'hésite pas à faire de longues marches à Lons-le-Saunier et dans tout le Jura pour découvrir et relever les vestiges des voies antiques. Ses recherches historiques précoces demeurent fondamentales dans l’historiographie du Jura.

### Ses activités de conservateur de musée

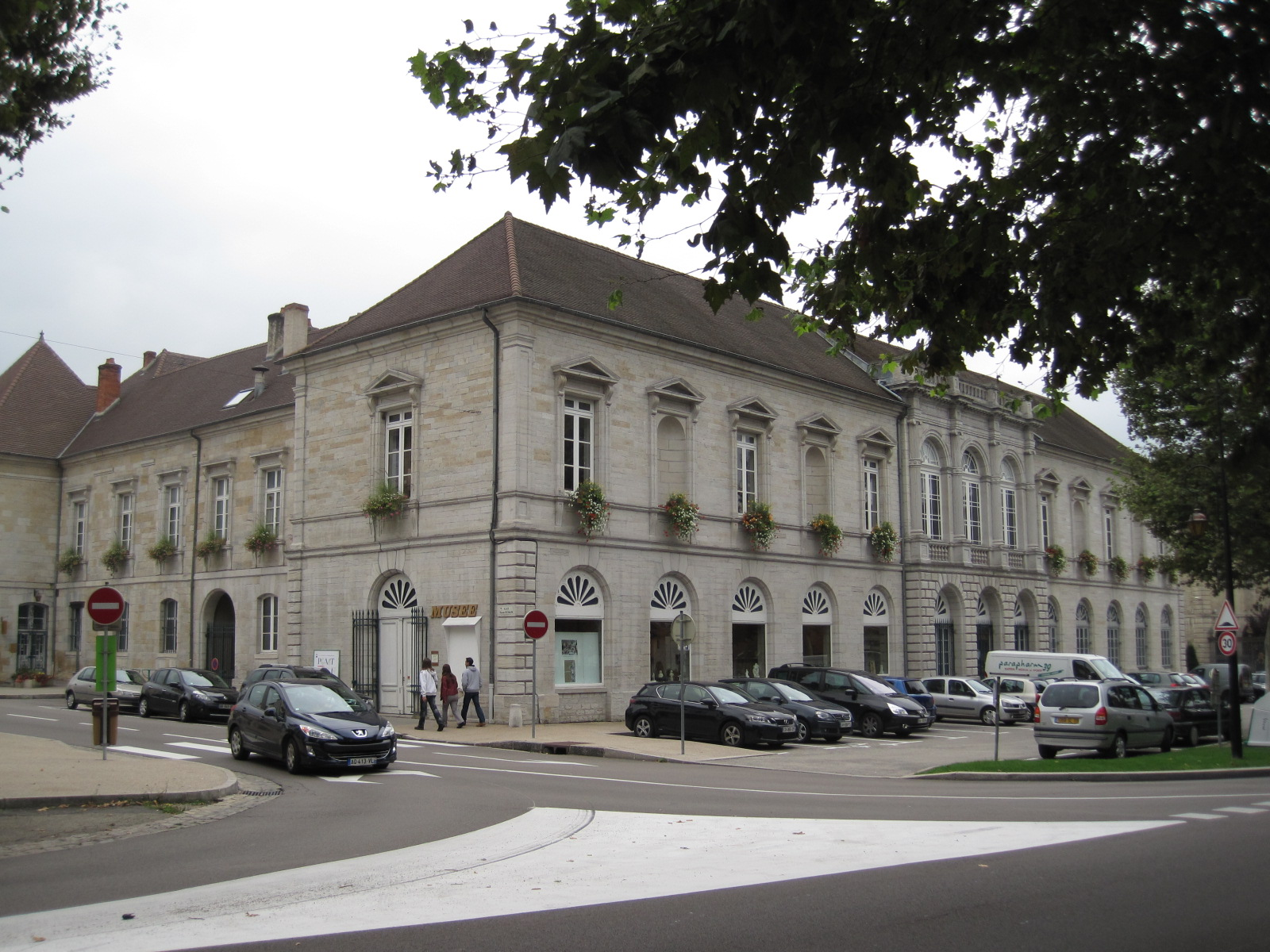
Le musée des Beaux-Arts, installé dans une aile de l’hôtel de ville de Lons-le-Saunier.

En tant qu'historien, archéologue et archiviste de la préfecture, Désiré Monnier est nommé conservateur du musée départemental du Jura. En cette qualité, il élabore un plan d'organisation des collections d'antiques, de médailles et d'histoire naturelle. Il entretient de bonnes relations avec les préfets du Jura Louis de Coucy et Armand Bernard Moreau de la Rochette mais les relations se détériorent avec le successeur de ce dernier, Ferdinand Marie Louis de Waters, qui n'éprouve aucun intérêt pour l'art.
Désiré Monnier occupe, dans les années qui suivent, d'autres fonctions. À partir de 1823, il travaille pour le Prince Pierre d'Arenberg au château d'Arlay comme secrétaire et archiviste. En raison d'une faible rémunération et surtout de désaccords récurrents avec le Prince, Désiré Monnier cesse de travailler pour lui en 1827 et s'installe, avec son épouse, à Domblans, ville dont son beau-père Pierre Etienne Beaupoil (1733-1820) avait été maire.

### Désiré Monnier et les Monuments historiques
Désiré Monnier est en contact avec les administrations parisiennes dès le début de sa carrière. En effet, étant archéologue, conservateur de musée et archiviste de la préfecture, membre de plusieurs sociétés savantes, rédacteur pendant plus de vingt ans de l’Annuaire du Jura, il est considéré par les autorités compétentes comme un bon interlocuteur afin d’obtenir des informations sur l’histoire et le patrimoine du département. Ses relations avec les services administratifs de la capitale débutent en 1819, quand il est nommé correspondant du ministère de l’Instruction publique afin de fournir à l’Académie des Inscriptions et Belles Lettres des études sur les antiquités du département du Jura. A cette occasion, il rédige de nombreux mémoires et études qu’il envoie à Paris à destination de l’Académie ou bien du ministère de l’Instruction publique qui lui demande de réaliser des enquêtes et des études à partir de 1835. Ces mémoires traitent de sujets variés, comme l’histoire de monuments, de villages, de personnalités ou encore d’événements historiques tels que la “Défaite des Romains par les Ambrons près d’Ambronay » qui fait l’objet d’un mémoire pour l’Académie des Inscriptions et Belles Lettres en 1824.

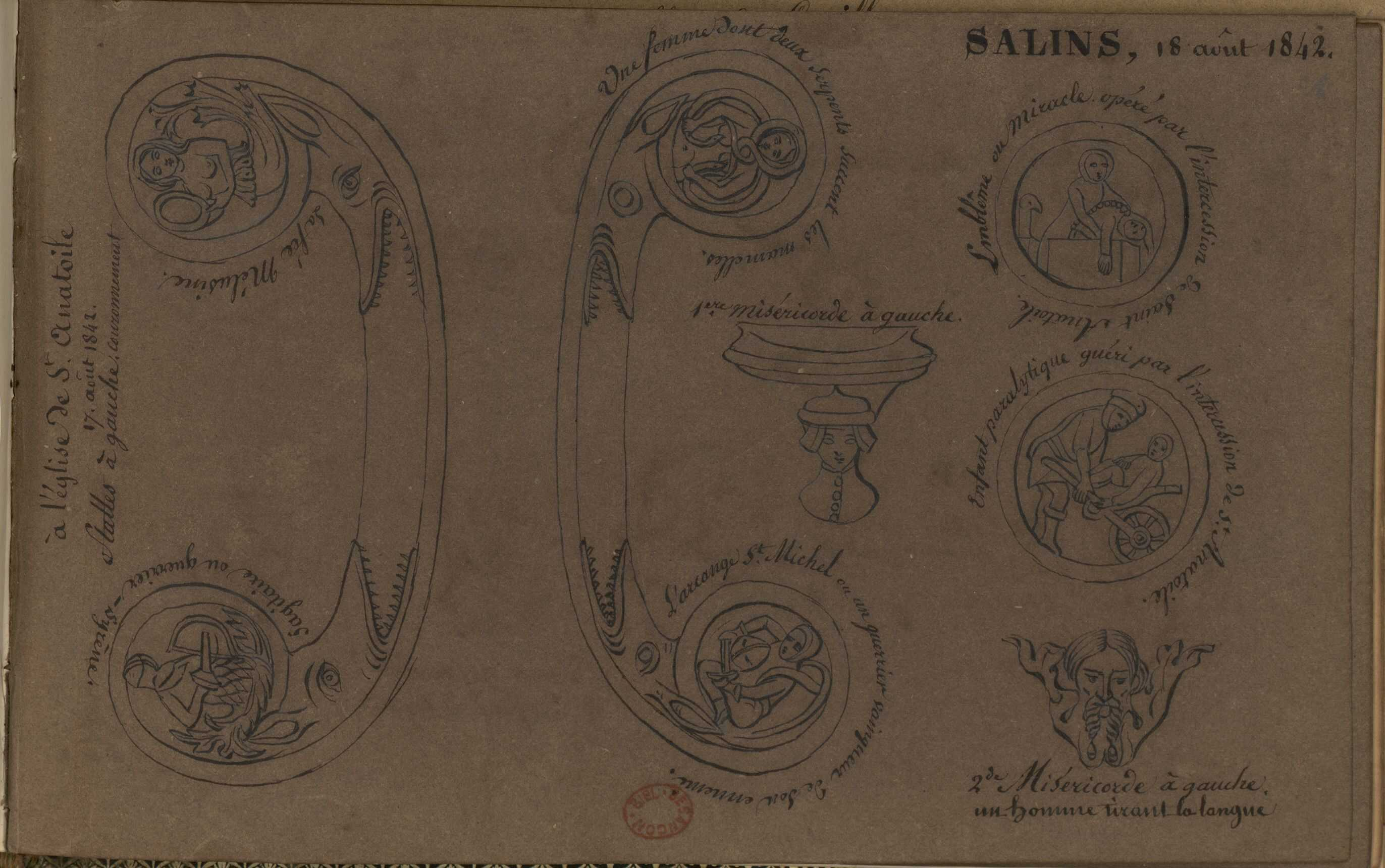
Dessin des stalles et des miséricordes de l'église Saint-Anatoile sur laquelle Désiré Monnier travaille et écrit un mémoire en 1842.

Les échanges entre Désiré Monnier et le service des monuments historiques débutent, quant à eux, un peu plus tardivement. En effet, c’est en 1838 que ce dernier est chargé par le préfet du Jura de réaliser, à destination du service des monuments historiques, un rapport faisant état des principaux lieux du département « qui se recommandent au culte des Souvenirs ». À la suite de cela, Désiré Monnier entre en contact de manière plus étroite avec le service des monuments historiques afin, notamment, de faire classer certains monuments de son département et d’obtenir des financements pour des restaurations. Le 29 août 1842, il rédige un rapport concernant les mosaïques des Chambrettes, qui se dégradaient fortement. Il évoque la possibilité d’acheter les mosaïques au propriétaire qui veut s’en séparer et de faire construire une maisonnette au-dessus pour les protéger. L’inspecteur général des monuments historiques de l’époque, Prosper Mérimée, à qui ce rapport est transmis, refuse cette proposition. Le 29 août 1842, il envoie également une lettre à Charles Weiss dans laquelle il indique qu’il est “fort occupé de la correspondance ministérielle pour le classement parmi les monuments historiques de certaines églises du département du Jura” et qu’il est récemment à Salins, occupé à la monographie de la collégiale Saint-Anatoile. Le 10 mars 1843, il envoie au ministre de l’Instruction publique un mémoire historique et artistique, malheureusement perdu aujourd’hui, sur cette collégiale, en demandant que le comité historique et artistique fasse classer cette église.
Au terme de ces différents échanges et au vu des inclinations de Désiré Monnier, de ses connaissances, de ses aptitudes, mais aussi des liens qu’il entretenait déjà avec d’autres administrations parisiennes, c’est assez naturellement que le service des monuments historiques se tourne vers lui quand ils veulent nommer un Inspecteur correspondant des monuments historiques pour le Jura. Le 22 septembre 1843, Désiré Monnier reçoit l’arrêté du ministère de l’Intérieur dont dépendait le service, lui annonçant sa nomination. Bien que cette collaboration dure plusieurs années, Désiré Monnier et le service des monuments historiques entretiennent des rapports compliqués, que la correspondance entre l’érudit jurassien et Prosper Mérimée reflète assez bien. Désiré Monnier n’apprécie pas qu’une autre personne, et de surcroît un parisien, se mêle de son territoire. Dans les lettres destinées à Prosper Mérimée, Désiré Monnier emploie un ton assez condescendant et s’efforce de rappeler à l’Inspecteur qu’il ne connait rien de sa région ni de ses particularités locales.
Pour autant, cette collaboration porte ses fruits. Désiré Monnier est chargé en 1848, à la demande du service des monuments historiques, de faire une enquête sur l’abbaye de Bonlieu et d’étudier les représentations anciennes de saint Christophe dans le Jura. En 1846, alors qu’il a déjà alerté plusieurs fois les autorités quant à l’état de l’abbaye de Baume, il informe le ministre que la commune souhaite détruire une partie de la nef et indique qu’il serait vraiment souhaitable que des décisions soient prises pour la sauvegarde du monument. Il reçoit, cette fois-ci, une réponse lui indiquant que le projet sera stoppé. À la suite de cela, Prosper Mérimée s’intéresse à Baume et fait réaliser, en 1850, des travaux de restauration. Cette collaboration permet donc de sauvegarder une partie de ce monument si cher à Désiré Monnier, qui a beaucoup écrit à ce sujet et que son père avait protégé pendant les épisodes révolutionnaires. Si l’érudit souhaite également  sauver le cloître, dont certaines parties s’ébranlent alors, le cri d’alerte qu’il pousse en 1855 reste sans réponse faute de moyens de la part de la commune et du département. Aujourd’hui, le cloitre de l’abbaye a disparu.

### Censures et critiques
Désiré Monnier a écrit tout au long de sa vie, principalement du contenu historique sur son département, mais également de la littérature et de la poésie. Les premières critiques de son travail sont formulées lorsqu’il commence à envoyer ses études à l’Académie des Inscriptions et Belles-Lettres. Son travail qui, dans sa région, recevait un bon accueil, est assez largement critiqué à Paris. On lui reproche son manque de scientificité, son absence de connaissances historiques larges et son style trop exubérant. Ses études sont donc assez peu considérées par l’Académie qui répond froidement à la plupart de ses envois.
En tant que rédacteur dans l’annuaire du Jura, il y a eu également des désaccords qui l’ont éloigné de l’écriture. En 1848, à la suite de la Révolution, lui qui avait toujours été royaliste, est gagné par des idées politiques nouvelles. Frédéric Gauthier, éditeur de l’Annuaire du Jura, avec qui il entretenait déjà des relations compliquées, décide alors de se séparer de lui. Désiré Monnier, furieux, apporte alors ses textes à un autre imprimeur, Auguste Javel, et il y a donc deux annuaires du Jura en 1849 et 1850, avant que Frédéric Gauthier choisisse de faire revenir Désiré Monnier. En 1861, Frédéric Gauthier est remplacé par Henri Damblet. Désiré Monnier en pâtit, puisque ce dernier se débarrasse de lui. Il ne réintègre l’annuaire qu’en 1866 et explique dans un « Avertissement » publié dans celui de 1867 l’injustice et l’exclusion qu’il avait subie.
Désiré Monnier se heurte également à la censure officielle et officieuse. Lorsqu’il veut faire paraître son ouvrage « Les Jurassiens recommandables », le préfet le convoque, demandant qu’il modifie et supprime certains passages concernant des personnages de la Révolution. Désiré Monnier refuse, l’Académie de Besançon prend sa défense en 1829 et son ouvrage parait finalement avec quelques mois de retard. En 1852, les annales contemporaines de l’annuaire du Jura, rajoutées lorsque Désiré intègre la rédaction pour évoquer des évènements récents, sont interrompues car il est difficile de rappeler des événements liés à la Révolution de 1848. En 1858, enfin, il subit une nouvelle fois la censure avec son récit « Odette ou la petite reine » dont on lui interdit de publier la suite dans l’annuaire de cette année-là, de peur de choquer le lectorat avec l’histoire de la favorite du roi Charles VI. Pour autant, Désiré Monnier n’abandonne pas et, en 1859, il publie un article dans les annales anciennes de l’annuaire sur la commune de Champdiviers et il en profite pour exposer ses recherches sur Odette de Champdiviers.
Il subit également la critique et la censure religieuse. Son article sur le village d’Onoz, publié dans l’annuaire de 1840, est condamné par certains membres du clergé.  Idem pour l’article publié la même année dans les annales contemporaines, mentionnant le passage de l’éléphant Kionny à Lons-le-Saunier en 1833, qui est dénoncé au préfet, car Désiré Monnier aurait prétendu que les animaux avaient une âme. Après n’avoir jusqu’alors rien dit contre les diverses critiques de certains membres du clergé sur l’annuaire, il décide d’écrire un commentaire dans lequel il les critique ouvertement.

### Traditions et arts populaires

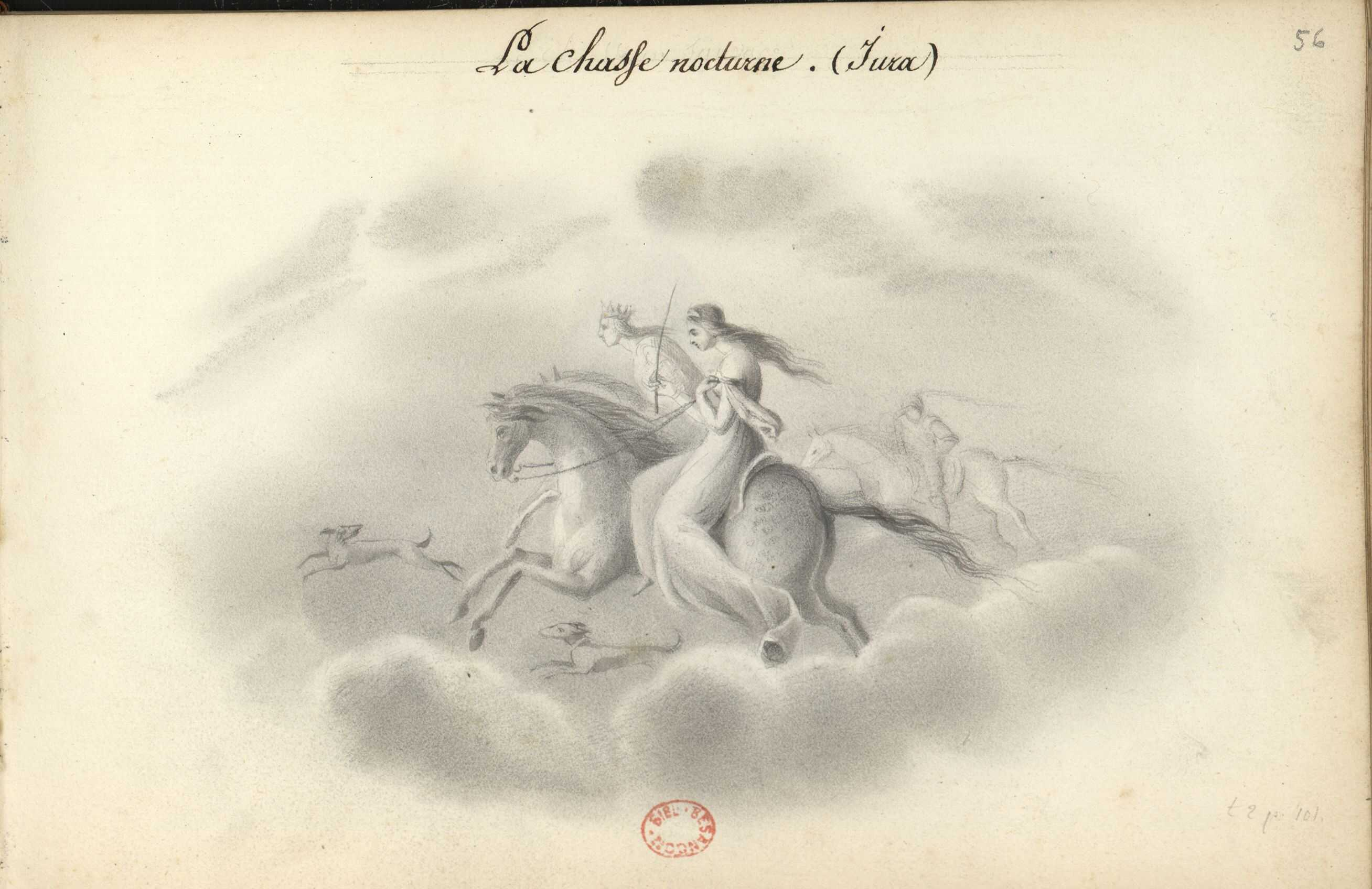
Désiré Monnier, chasse mythique à cheval dans les nuées.

Très vite, son intérêt pour le patrimoine le pousse à s’intéresser aussi aux coutumes et aux mœurs des populations. Quelques décennies avant le folkloriste Arnold Van Gennep, Désiré Monnier cherche à retranscrire les traditions et réalités caractérisant les régions qu’il a traversées. Très tôt, il souhaite écrire une étude sur les mœurs et les coutumes populaires. Son objectif est de réaliser une comparaison générale des différentes traditions. En 1835, il mentionne ce projet dans une intervention à l’Académie de Besançon et quelques années plus tard il publie une étude intitulée Traditions Populaires Comparées. Ce texte permet à Désiré Monnier de développer plus précisément certains mythes locaux comme celui des chevaux légendaires dans le Jura. Ce texte reste inachevé à sa mort mais permet de comprendre l'intérêt de l'auteur pour ce domaine alors encore peu étudié. D'autres de ses écrits, notamment  son Essai sur l’Origine de la Séquanie, sur celle des contrées qui la composoient et des lieux qui en faisoient partie en 1818 s'inscrivent aussi dans le thème des Arts et Traditions Populaires. Il y explicite notamment ses conclusions sur les peuples gaulois et celtes après avoir étudié, dans la continuité de ses recherches historiques locales, la toponymie des lieux et des monuments de la région. L'intérêt de Désiré Monnier pour les coutumes se retrouve aussi dans certains de ses échanges épistolaires. Il écrit notamment à son ami parisien Roch de Saint-Claude au sujet de la tradition autour du menhir de Kerloas.

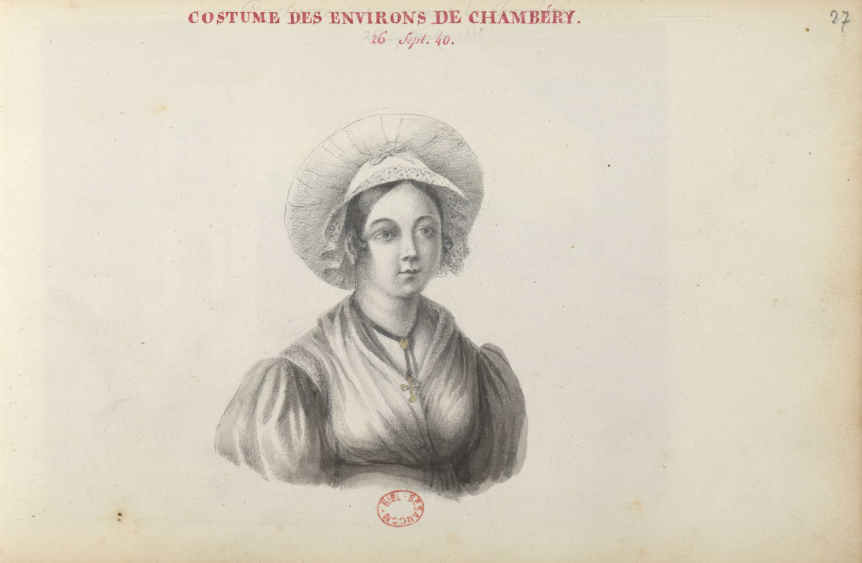
Dessin d'une femme de Chambéry en buste et en costume régional.

Dans ses carnets de dessins, Désiré Monnier s'applique à représenter les habitants de sa région ainsi que de ceux croisés lors de ses différents voyages en France et à l’étranger (Alsace, Prusse, Italie, Provence, Savoie, Bretagne etc…). Il s'attarde particulièrement aux costumes traditionnels. La minutie et la douceur de ses dessins « folkloriques » montrent l’intérêt qu'a l'auteur à comprendre le passé des sociétés qu'il rencontre à travers l'étude de l’évolution de leurs traditions.

## Opinions et engagement politique
Désiré Monnier est un opposant au régime impérial de Napoléon Ier dès son jeune âge. C'est cette opposition qui le lie avec l'écrivain Charles Nodier.
Désiré Monnier est un monarchiste convaincu tout au long de sa vie. En vieillissant, il adopte des idées de plus en plus libérales.
Désiré Monnier est un homme très mesuré, et s'il est monarchiste, c'est avec beaucoup de modération. Au moment des tumultes politiques de l'année 1848 en France, à l'aube de la Deuxième République (France), il reste méfiant. En revanche, il se fait de plus en plus libéral du fait du souci qu'il se fait pour les populations les plus humbles. Cela est peut-être dû à certaines de ces amitiés, notamment celle qui le lie à Alphonse de Lamartine, qu'il soutient lors de l'établissement de la Deuxième République. Pour lui-même, Désiré Monnier n'a pas de grandes ambitions politiques : il hésite à se présenter aux élections de députés en 1848, il écrit tout de même sa profession de foi, mais il se ravise et retourne à ses études documentaires.
Cependant, Désiré Monnier s’implique dans une politique plus locale. Il est maire de Domblans de 1830 à 1833 puis de 1849 à 1861.
Pour son premier mandat, il est élu le 27 septembre 1830. Mais c'est un premier mandat bouleversé par des querelles déstabilisantes. Désiré Monnier se rend compte que le clocher de l'église de Domblans a besoin d'être réparé. C'est le curé de la paroisse qui s'occupe de l'église dans sa globalité : son administration, son budget, son fonctionnement général. Or, ce curé s'empare de l'argent attribué à l'entretien de l'édifice pour son propre bénéfice. Désiré Monnier s'en aperçoit et ordonne la restitution de cet argent afin de réparer le clocher. Le curé restitue l'argent, mais en prend ombrage, ce qui crée un climat de tension à la mairie de Domblans. Désiré Monnier finit par quitter sa fonction en 1833, avant de revenir en 1849.
En 1849, il est réélu maire de la commune de Domblans à l'unanimité. C'est une revanche pour Désiré Monnier après la frustration de son premier mandat.

## Voyages

### Désiré Monnier et l'Italie

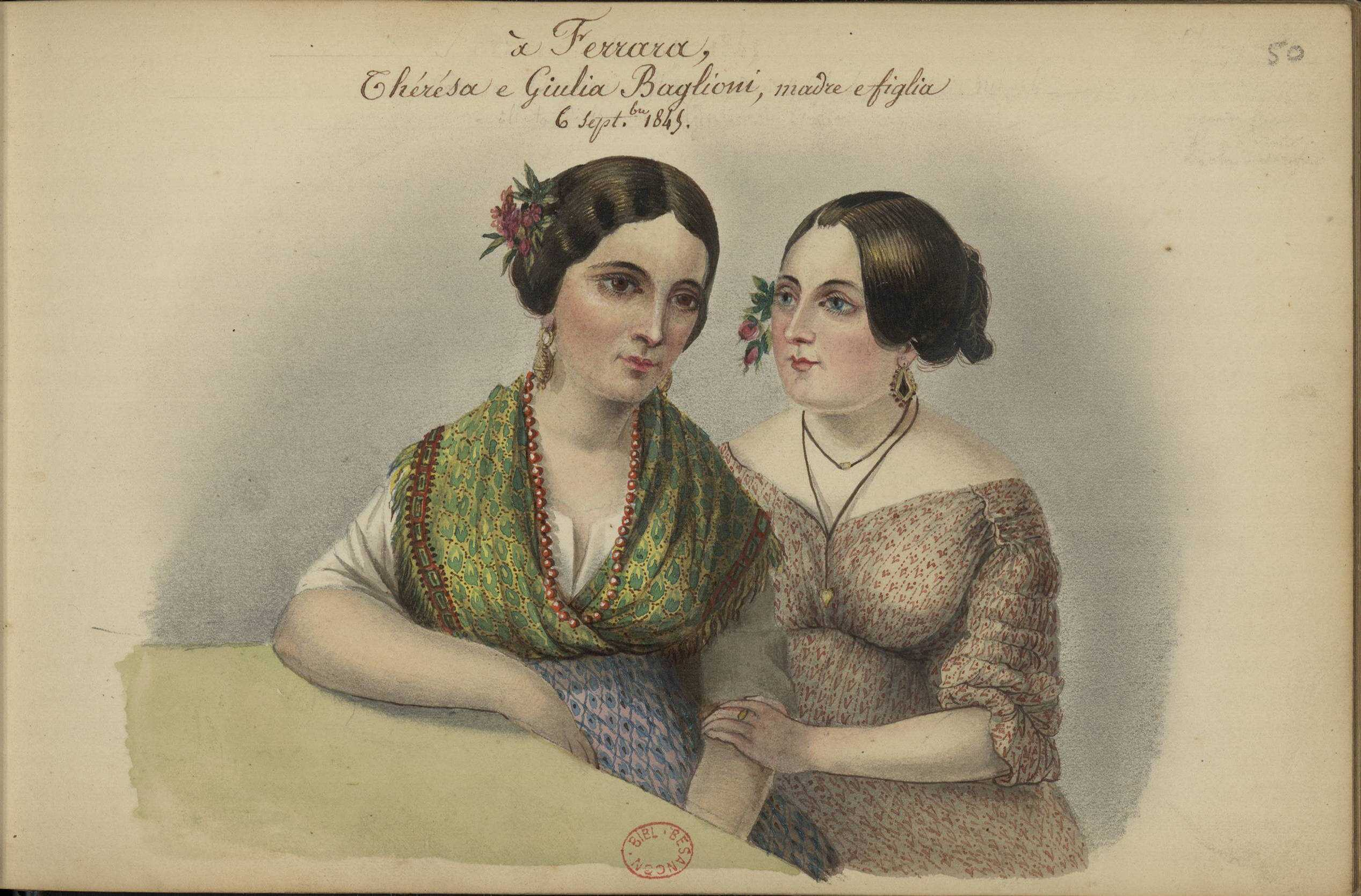
Désiré Monnier, Thérésa et Giulia Baglioni, 6 septembre 1845.

À deux reprises, Désiré Monnier a la chance de pouvoir visiter l'Italie, successivement en 1843 puis en 1845. Il écrit d'ailleurs dans ses Souvenirs : "En 1843, j'accomplis un des rêves de ma vie ; je fis un voyage en Italie". En effet, ayant un goût très marqué pour l'histoire et les arts de l'Antiquité, le folkloriste jurassien ne peut que rêver de ces voyages. Il obtient ainsi de la part du ministre de l'Intérieur une autorisation de voyage pour mission archéologique en Italie. Une de ses principales occupations sur place est d'identifier les possibles présences franc-comtoises en Italie, notamment à partir de l'étude de graffitis et autres inscriptions liées à sa région natale.
Deux carnets de dessins (les albums XVIII et IX) conservés à la Bibliothèque municipale de Besançon retracent ces voyages. On y remarque que Désiré Monnier aime passer le temps du trajet en croquant ses compagnons de route, ou encore en s'attardant sur la représentation de coiffures et de costumes traditionnels.

#### Premier voyage en Italie

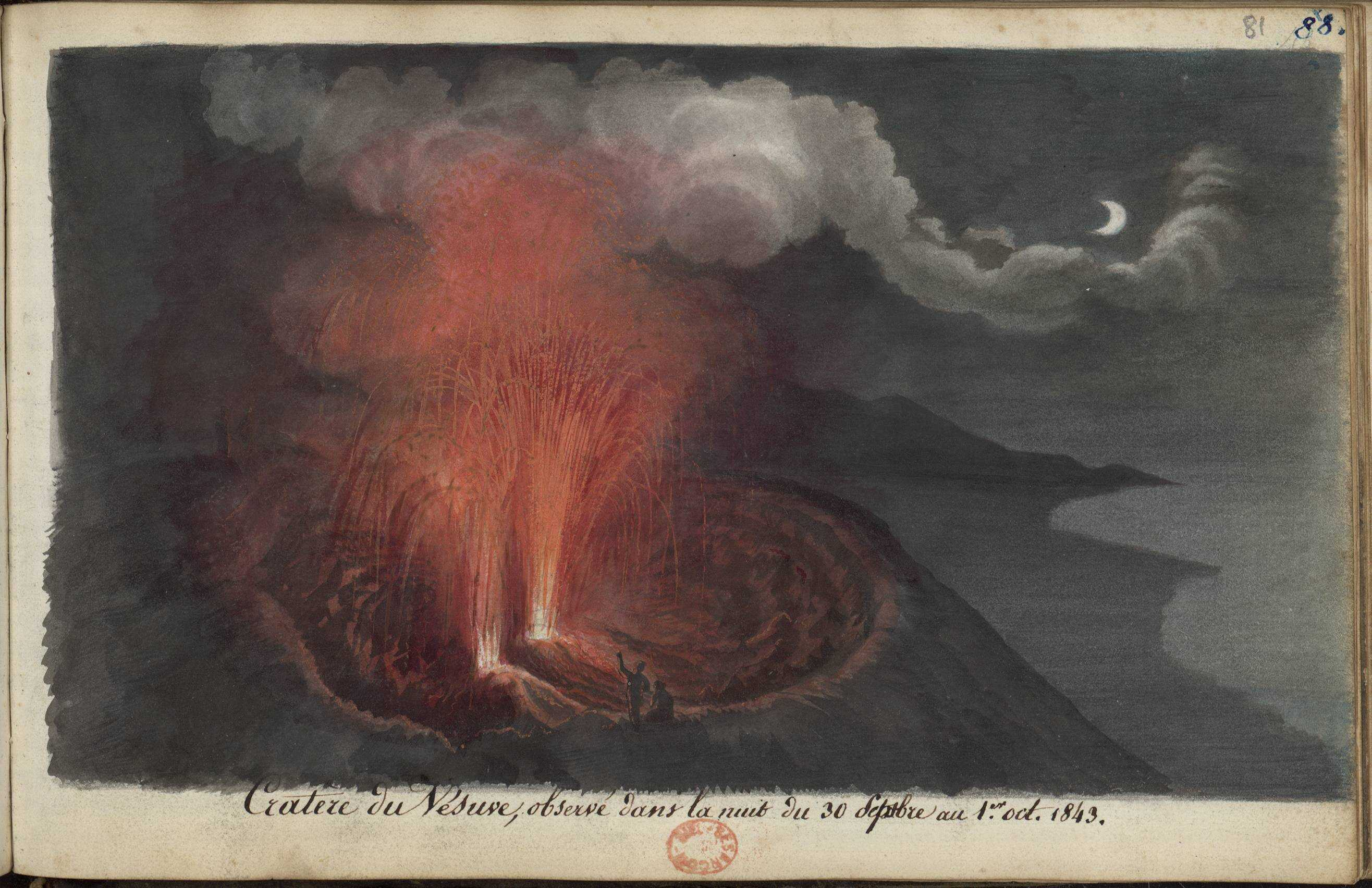
Désiré Monnier, Cratère du Vésuve dans la nuit du 30 septembre au 1er octobre 1843, 1843.

Désiré Monnier quitte Domblans le 7 août 1843. Pour gagner l'Italie, il traverse les villes de Beaucaire (Gard), Nîmes, le Massif de la Sainte-Baume et Marseille, ainsi que Nice et Gênes, dont il nous laisse de savoureux dessins dans ses carnets. Il embarque ensuite par bateau à vapeur à Livourne. Sur sa route en Italie, avant de rejoindre les grandes cités dont il rêve, Désiré Monnier ne manque pas de copier les chefs-d’œuvre qu'il rencontre, comme par exemple les fresques de Piero della Francesca à la basilique d'Arezzo. Il arrive à Rome le 8 septembre 1843. Le folkloriste est fasciné par cette ville qu'il a tant fantasmée, qui baigne alors en plein apogée du Romantisme, et dont il est vivement impressionné par le poids de l'histoire, la beauté de l'architecture et le faste des cérémonies religieuses auxquelles il a pu assister. Désiré Monnier visite à Rome la Basilique Saint-Pierre qui lui fait une vive impression, ainsi qu'une multitude d'autres églises plus petites, qui le ravissent tout autant. Il gagne ensuite Naples le 28 septembre 1843, où, après avoir rapidement visité la ville, il s'engage dans une randonnée sur les pentes du Vésuve. Captivé par les fumerolles qui émanent du cratère, il les immortalise en un dessin. Il livre aussi une très belle aquarelle de la Grotte bleue (Italie) de Capri, aussi visitée par l'artiste à ce moment-là. 

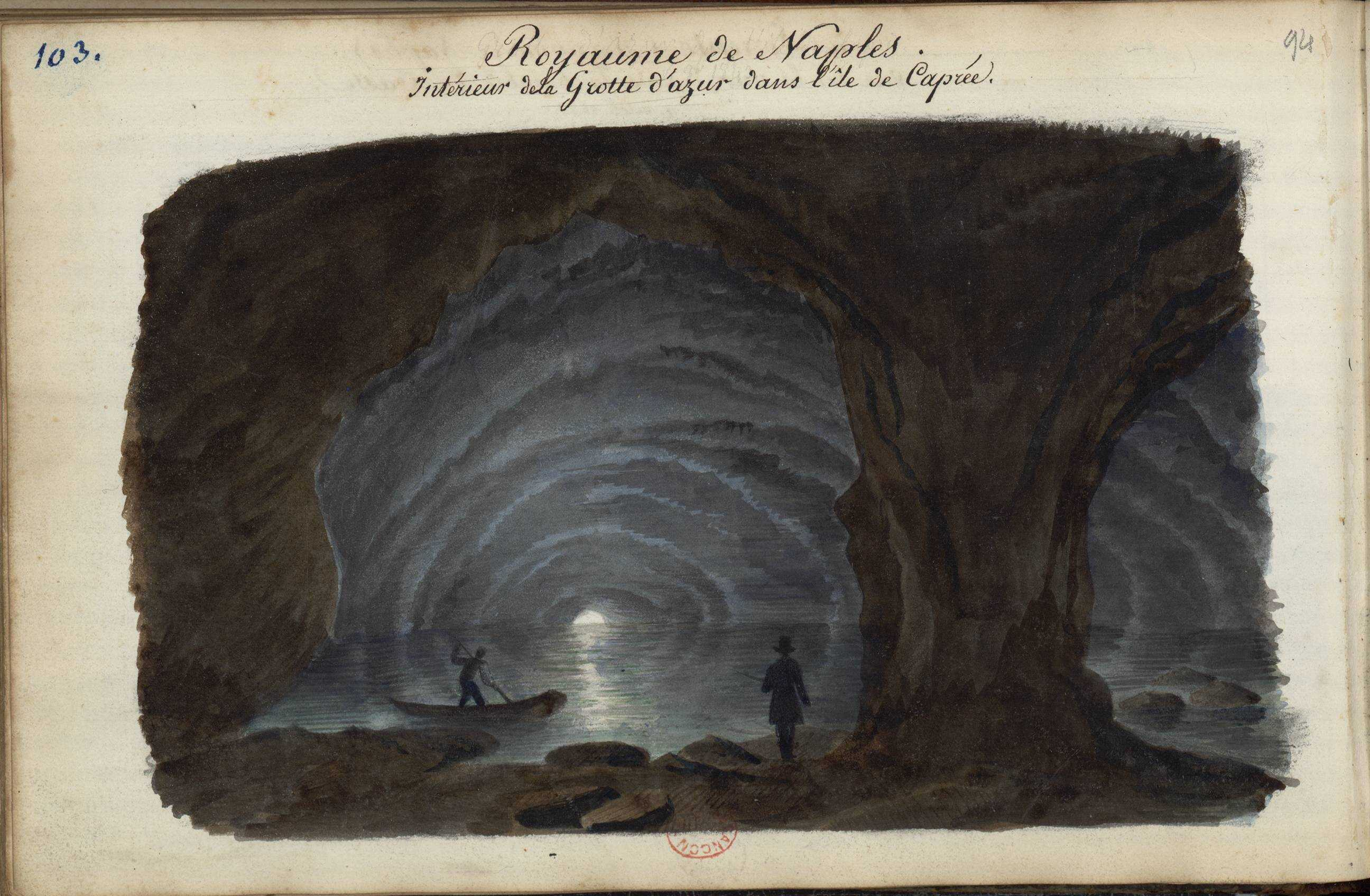
Désiré Monnier, Grotte d'azur dans l'île de Caprée (Capri), 1843.

Désiré Monnier se rend ensuite à Pompéi le 5 octobre, où , tout folkloriste qu'il est, il est très impressionné par la persistance des usages populaires depuis l'Antiquité. Il écrit d'ailleurs dans ses Souvenirs : "C'est à Pompéi que j'ai le plus appris". Il pousse ensuite son périple jusqu'à la région des Champs Phlégréens, mais, conseillé par un ami qui le met en garde sur la présence de brigands au sud de Naples, il renonce à poursuivre plus loin et rentre en France le 8 octobre 1843. Il embarque sur un nouveau navire à Naples pour regagner le Port de Marseille. Pris dans une violente tempête, Désiré Monnier en livre un dessin pour garder cet instant qui le marque dans sa mémoire.
Dès qu'il rentre à Domblans, Désiré Monnier est pressé de noter tout ce qu'il a retenu de son voyage en Italie, afin de ne rien oublier. Il a d'ailleurs l'ambition, en compilant ses notes personnelles et des extraits de correspondance, de publier un ouvrage sur son voyage. Cela resta néanmoins au stade de projet, n'ayant pas trouvé d'éditeur que cela aurait intéressé. Il doit alors se contenter de ne publier que quelques souvenirs dans des journaux (La Sentinelle du Jura et Le Franc-comtois).

#### Second voyage en Italie
Malgré une santé déjà déclinante, Désiré Monnier entreprend un second voyage en Italie à l'été 1845, pour lequel il a l'ambition de rejoindre la Grèce et même pourquoi pas la ville de Constantinople.

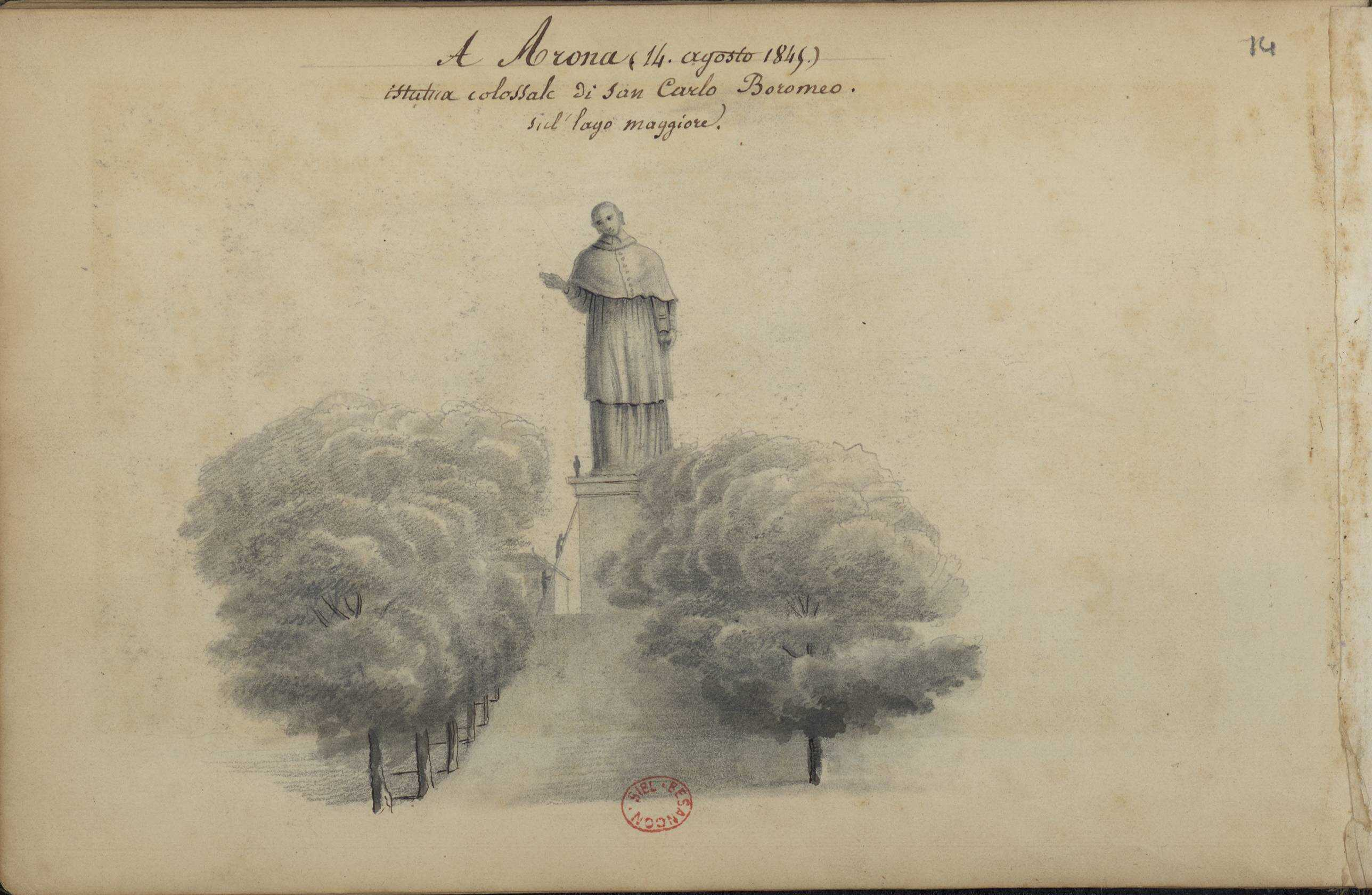
Dessin figurant la statue colossale de Saint Charles Borromée en 1845, par Désiré Monnier.

Après avoir quitté Domblans en août, il parcourt les routes de Chambéry, Saint-Jean-de-Maurienne, Suze (Drôme) ou encore Novare, avant d'atteindre Milan le 15 août 1845. Comme lors de son premier voyage, il essaye d'y repérer les traces de présences franc-comtoises anciennes. C'est à Milan que Désiré Monnier peut aussi rencontrer le poète Alessandro Manzoni, avec qui il noue des liens amicaux. Il profite d'être dans la région pour visiter le Lac Majeur et ses environs, dont il laisse entre autres un dessin de la statue de Charles Borromée à Arona (Italie).
Après la visite de Vérone le 21 août, puis de Vicence, ou encore de Padoue, Désiré Monnier arrive à Venise le 24 août 1845. Étonnamment, il n'est pas tant impressionné par la cité des Doges. Il écrit dans ses Souvenirs : "Je ne décrirai pas la ville : descriptions, gravures, guides ont épuisé la curiosité à ce sujet. Venise n'est pas plus belle que Naples, mais différente".
Il poursuit ensuite son périple un peu plus au sud pour rejoindre Trieste, Ancône ou encore Ravenne où il visite la Basilique Saint-Vital de Ravenne ainsi que le tombeau de Galla Placidia. Il gagne ensuite Bologne, Ferrare où il visite le Château d'Este, mais l'apogée de son voyage est Mantoue, le "point culminant de l'émotion", où il découvre l'église Santa Maria della Grazie.
Néanmoins, à nouveau averti des risques qu'il court en poursuivant plus au sud réputé mal famé, Désiré Monnier amorce un lent retour en France, et doit se résoudre à ne pas prolonger son voyage jusqu'aux côtes grecques, comme il l'avait espéré au départ.
Rentré à Domblans début octobre 1845, il entreprend la rédaction de mémoires sur des sujets précis découverts en Italie, tels qu'un article sur un dragon sculpté sur un sarcophage néo-chrétien de l'église San Nicolo de Ravenne ; deux études sur la Gaule transalpine et la Gaule cisalpine qu'il transmet au ministre de l'Intérieur ; et enfin plusieurs notes sur les symboles dominants au Moyen Age en Italie, qu'il transmet au ministre de l'Instruction publique.

### Désiré Monnier et ses voyages en France

#### Le voyage sur le Rhin

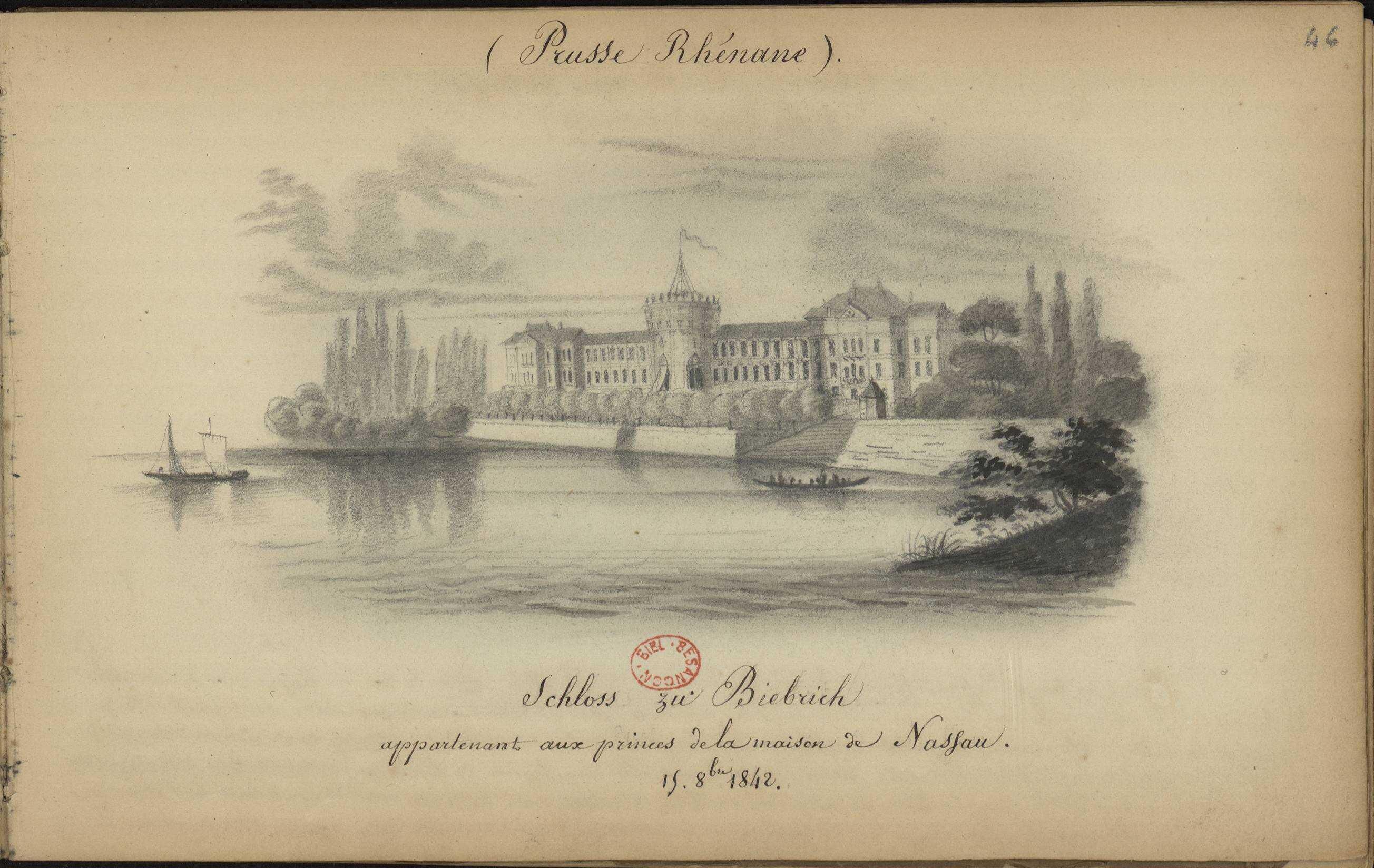
Dessin du château de Biebrich, à Wiesbaden en Allemagne, par Désiré Monnier

Après avoir participé au congrès archéologique de Strasbourg le 3 octobre 1842, Désiré Monnier profite d'être dans cette ville pour entreprendre un voyage sur le Rhin. Le 10 octobre, il embarque, avec beaucoup d'enthousiasme, sur le "Kronprinz de Prusse". Il passe devant Spire, Karlsruhe, s'arrête à Mayence, puis le lendemain embarque sur la "Reine de Prusse". Il visite Andernach, puis Bonn, Cologne, Aix-la-Chapelle et le château de Frankenberg. De retour à Cologne, le 14 octobre, il embarque sur le "Ludwig II" pour rejoindre Strasbourg, où il arrive le 17 octobre. Au cours de ce voyage de huit jours, il dessine beaucoup dans son carnet (album de Désiré Monnier Vol. VII). Il cherche à capturer les paysages et les monuments qu'il voit depuis le bateau, mais surtout les portraits des personnes qu'il rencontre. Il réalise notamment de nombreux portraits de femmes prussiennes, en insistant particulièrement sur leurs tenues et costumes. 

#### Le voyage en Bretagne
Lors de l’été 1850, Désiré Monnier entreprend un voyage en Bretagne et en Normandie. Sur le chemin depuis sa terre natale, le Jura, il fait un premier arrêt à Paris où il passe quelques jours. Il y rencontre plusieurs compatriotes : Jean-Baptiste de Mancy, poète, mais aussi Auguste Roch de Saint-Claude ou encore Jules Grévy. Ce dernier permet à Désiré Monnier d’assister à une séance de l’Assemblée Législative, il conserve un goût amer de cette expérience et exprime sa forte déception quant aux comportements des hommes de pouvoir, et notamment des hommes appartenant à la droite. 
Dans la foulée, il assiste à Compiègne à une fête donnée en l’honneur du Président de la République et il raconte quelques anecdotes savoureuses dont une semble l’avoir marqué : il a longuement observé un arc de triomphe végétal sur lequel se trouvait le slogan « Vive la République ! » et assiste, quelques instants plus tard, à l’arrestation d’une femme ayant crié le même slogan. Ce court voyage à Paris le confirme donc dans ses opinions politiques et il décide assez rapidement d’écourter son séjour parisien et de reprendre son chemin vers la Normandie et la Bretagne. 
De ce voyage d’une vingtaine de jours il ne nous est parvenu que peu de traces, si notes il y a eu, elles sont perdues et seul son carnet d’aquarelles est conservé à ce jour. Ce carnet, bien que très intéressant, ne fournit que très peu d’indications géographiques ou sociales. L’itinéraire et les dates proposées sont donc des déductions hypothétiques. Il quitte Paris le 16 juillet 1850. On sait ensuite que le 23 il est au cap de la Hève, haut lieu de son enfance, c’est là qu’il avait rencontré Julie qu’il avait aimé « comme on aime les anges » ; malgré ce voyage dans ses souvenirs, Désiré Monnier ne s’attarde que peu, dans la même journée il rejoint Honfleur. À la suite de cela il traverse la Normandie par Caen et Bayeux. Le 27 juillet il est à Rennes puis continue son chemin en traversant Dol-de-Bretagne, Saint-Malo, Dinan puis Cancale tout en continuant de peupler son album de jeunes femmes en costumes traditionnels aux coiffes fines. Il représente aussi tout de même quelques paysages sévères, typiques de la Bretagne tel que sa représentation du tombeau de Chateaubriand. Le 1er août, il atteint Brest. 
Malgré son intérêt pour les arts et traditions populaires, il est à la recherche de traces des celtes. Nous avons conservé une lettre que Désiré Monnier envoie à Auguste Roch de Saint-Claude, rencontré quelque temps plus tôt à Paris, dans laquelle il décrit plusieurs sites et monuments celtes qu’il a pu observer lors de son séjour. Il décrit par exemple le Menhir de Kerveatoux ou la Vénus de Quinipily. Cette dernière semble le marquer puisqu’il en donne une description plutôt détaillée : il explique qu’il s’agit d’une statue d’une femme voilée, plutôt grossière avec un bassin d’eau à ses pieds, les jeunes femmes ayant accouché ou celles en quête d’un époux venaient s’y plonger pour honorer et remercier la déesse. Il exprime son vif intérêt pour cet aspect double : il est enchanté de pouvoir mélanger archéologie celtique et folklore et traditions populaires. Le Menhir de Kerveatoux était, par exemple, réputé auprès des jeunes mariés : les époux venaient et se dévêtaient avant de se frotter à deux aspérités dans la pierre : l’une pour obtenir des enfants mâles, l’autre pour assurer la fécondité du couple. 
Le point culminant de son voyage reste cependant son arrêt à Carnac le 5 août. Il produit huit dessins lors de cette journée, illustrant ainsi l’importance de cette visite durant son voyage. Après cela, il commence le chemin du retour, il fait cependant encore quelques arrêts qu’il illustre dans son carnet : Pluméliau, Josselin puis regagne Paris par Chartres avant de retrouver la Franche Comté. Finalement, ce sont soixante-trois pages de son album d’aquarelles qui sont utilisées pendant ce voyage et qui nous aident ainsi à retracer un petit peu son chemin et les divers arrêts qu’il a pu faire. 

## Distinctions et hommages
En reconnaissance de l'intérêt de ses recherches, la Société d'émulation du Jura lui remet une médaille d'or en 1827.
Une exposition est organisée à Besançon en 1968 à l'occasion du centenaire de la mort de Désiré Monnier.
Désiré Monnier a donné son nom à une rue à Lons-le-Saunier et à une école primaire à Domblans.

## Albums
Désiré Monnier, outre ses nombreux écrits, nous a laissé onze albums d’illustrations. Il a esquissé des dessins, aquarelles, encres et estampes entre 1836 et 1854, y rassemblant plusieurs centaines de feuillets. Les thématiques sont variées : paysages, portraits, architecture, scènes fantastiques… L’auteur s’attache à la représentation des éléments du folklore local et annote une partie de ses croquis. Il livre des informations précieuses sur les lieux représentés, les personnes portraiturées, les costumes traditionnels et les coutumes locales, le tout daté. Les albums illustrent ainsi ses recherches dans le Jura français et Suisse, les Alpes, Chalon-sur-Saône, le Doubs, le Bugey, Chambéry, l'Alsace, le Rhin, la Haute-Saône et ses voyages en Italie, en Alsace et en Bretagne. Ils représentent une part importante de son travail d’historien folkloriste. Selon Robert Fonville, son biographe, de nombreuses autres représentations sont probablement conservées dans des collections privées.
Ces albums sont conservés à la Bibliothèque municipale de Besançon. Ils y sont rentrés un siècle après le décès de Désiré Monnier, lors de la donation de la collection Fonville, descendant et biographe de l’auteur. Ils ont été présentés dès 1968 au Palais Granvelle lors d’une exposition commémorative “Désiré Monnier, Historien et Archéologue de Franche-Comté. 1788-1867”. Ils ont été numérisés et sont disponibles dans leur intégralité sur le site mémoire vive de la ville de Besançon. Depuis, ils ont notamment été valorisés par des publications sur le site de la bibliothèque. Un article “Désiré en Italie”, en 2024, est dédié à ses albums VIII et IX. Son travail est évoqué dans “Carnets et journaux de voyages” en 2020 et “La lecture en images : du XVIIe au XIXe siècle”  en 2021. Enfin, Désiré Monnier est présenté aux côtés de cinq autres dessinateurs dans l’exposition “Croquis & Coqués, dessinateurs francs-comtois du XIXè siècle” à la Bibliothèque de Besançon en 2022.

## Galerie d'œuvres de Désiré Monnier

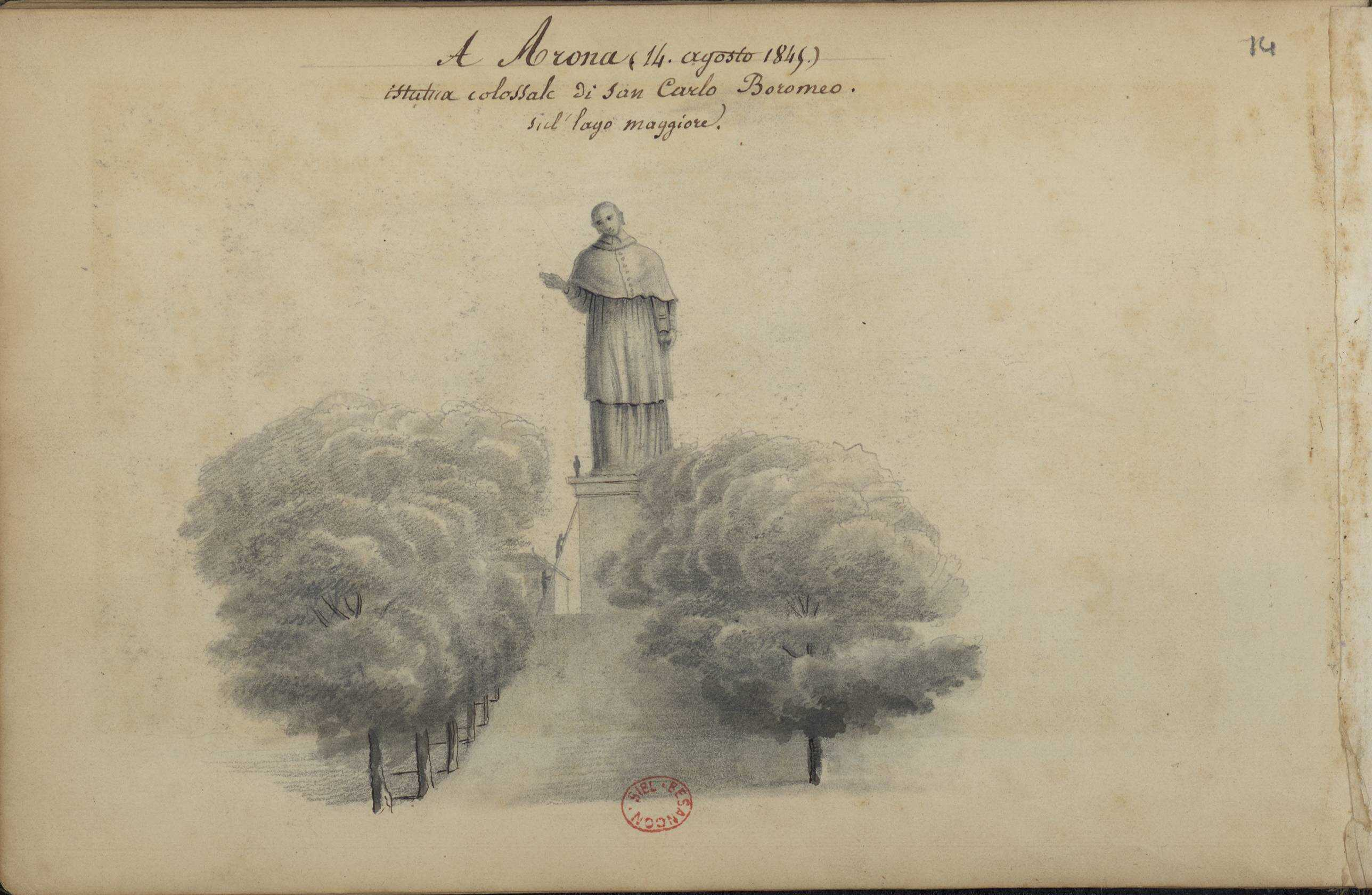
Désiré Monnier, Statue colossale de saint Charles Borromée, le 14 août 1845, album IX, p.14, bibliothèque municipale de Besançon
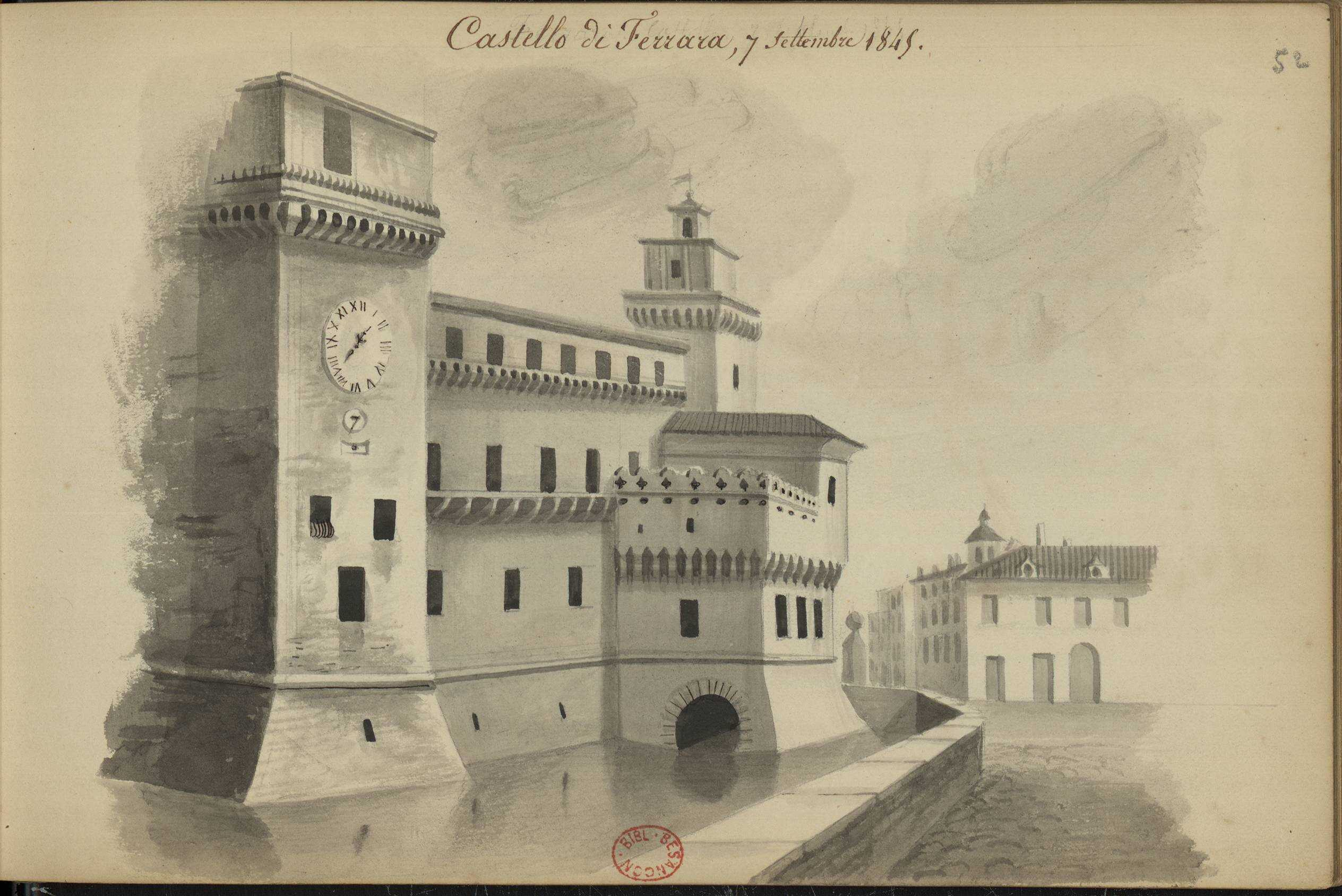
Désiré Monnier, Château de Ferrare, le 7 septembre 1845, album IX, p. 52, bibliothèque municipale de Besançon
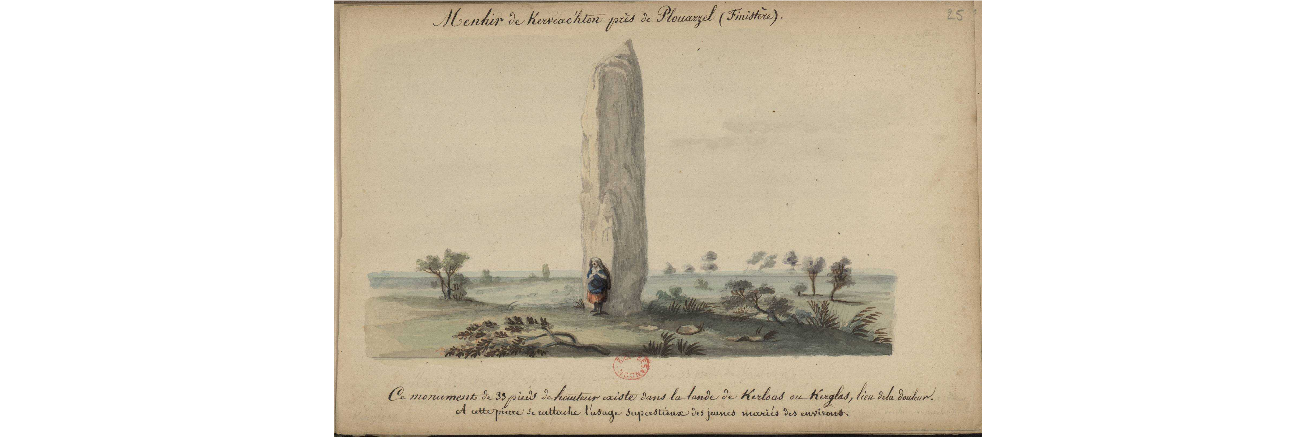
Désiré Monnier, Menhir de Kerveac'hton près de Plouazel (Finistère), Juillet 1850, album XI, p. 27, aquarelle, bibliothèque municipale de Besançon
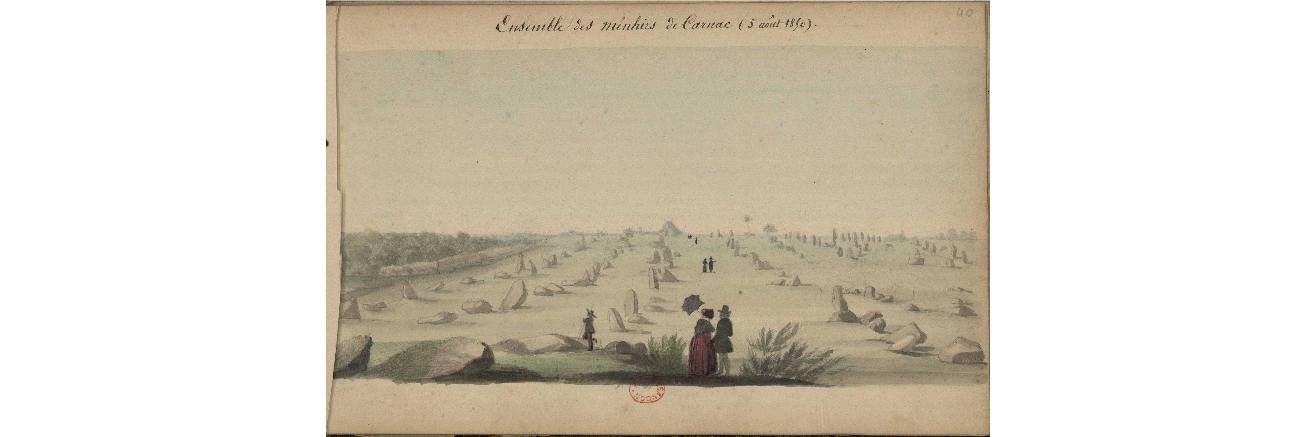
Désiré Monnier, Ensemble des menhirs de Carnac, 5 août 1850, album XI, p. 42, aquarelle, bibliothèque municipale de Besançon
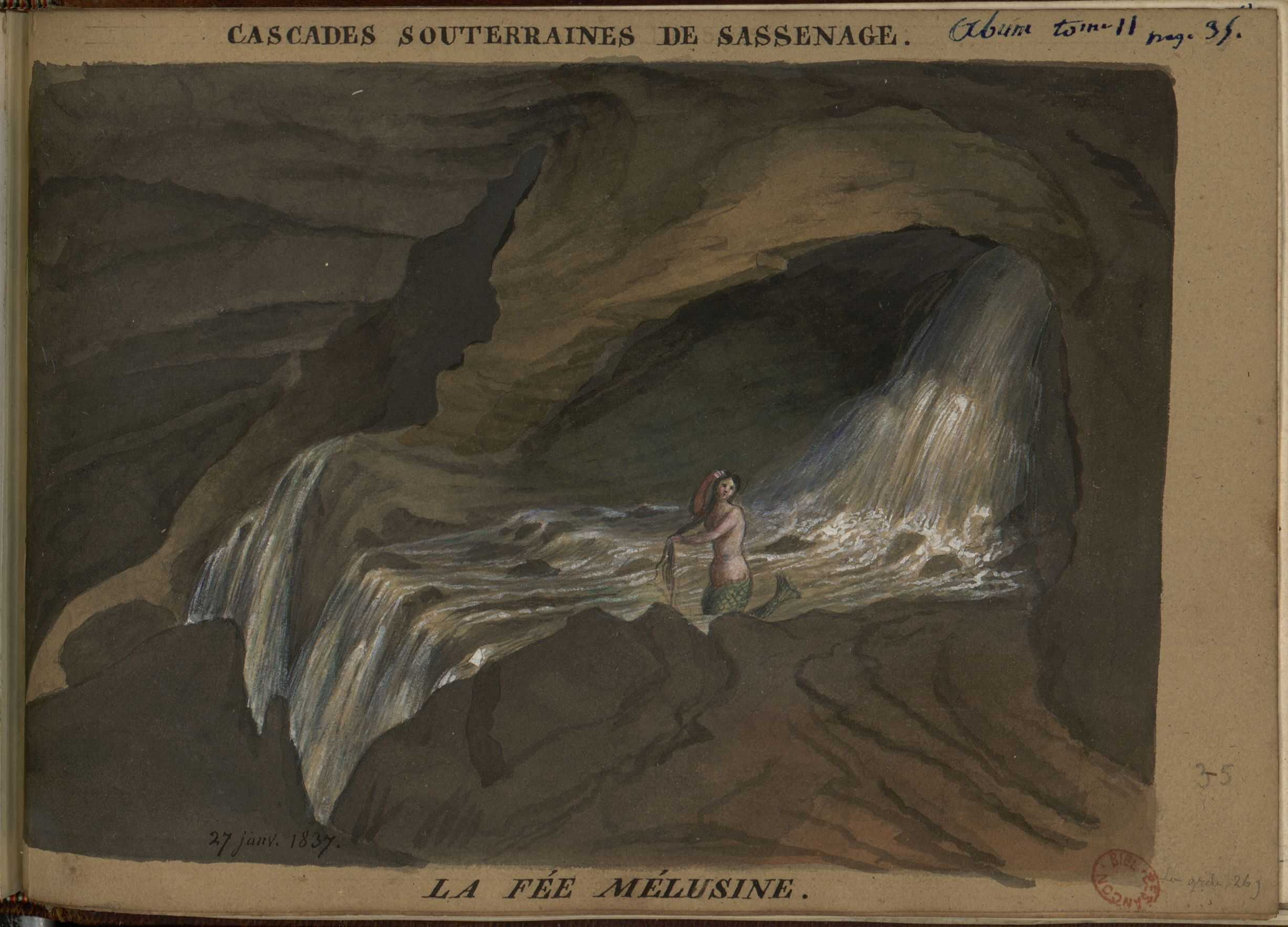
Désiré Monnier, Cuves de Sassenage, Fée Mélusine, 1836, album II, p. 45, bibliothèque municipale de Besançon
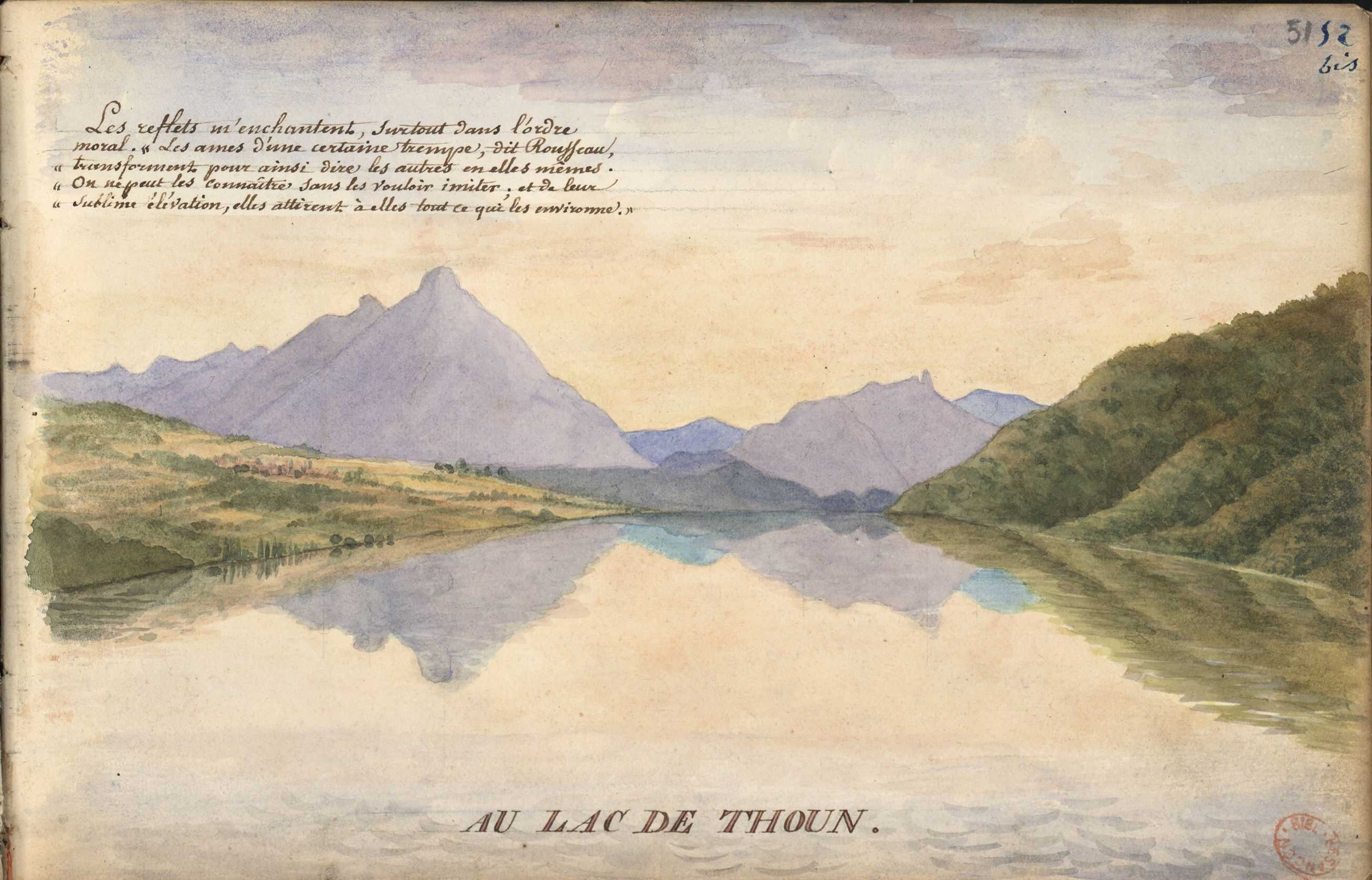
Désiré Monnier, Le Lac de Thoune, 1836, album I, p. 55, aquarelle, bibliothèque municipale de Besançon
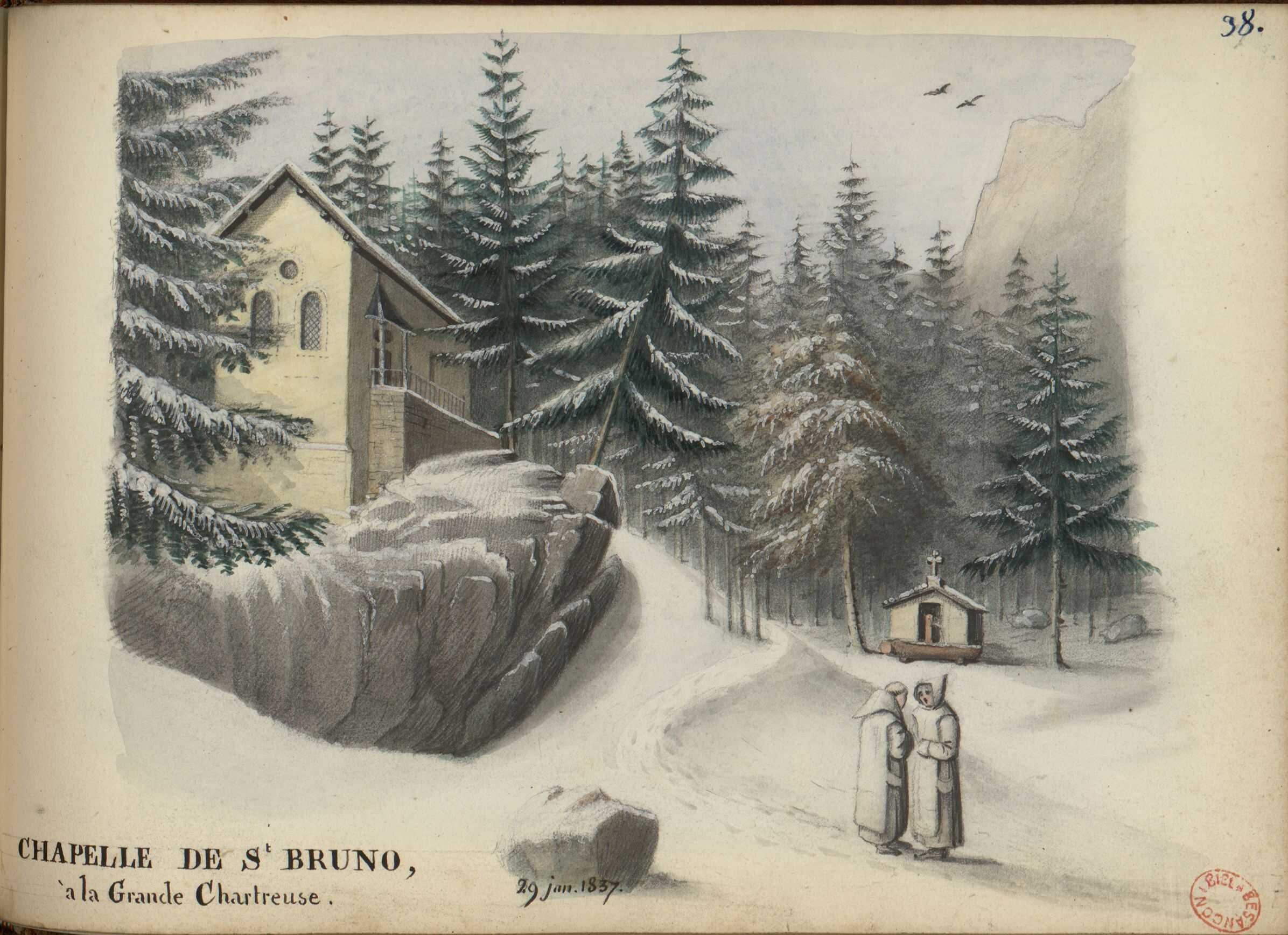
Désiré Monnier, Chapelle de Saint Bruno à la Grande Chartreuse, 1836, album II, p. 48, aquarelle, bibliothèque municipale de Besançon
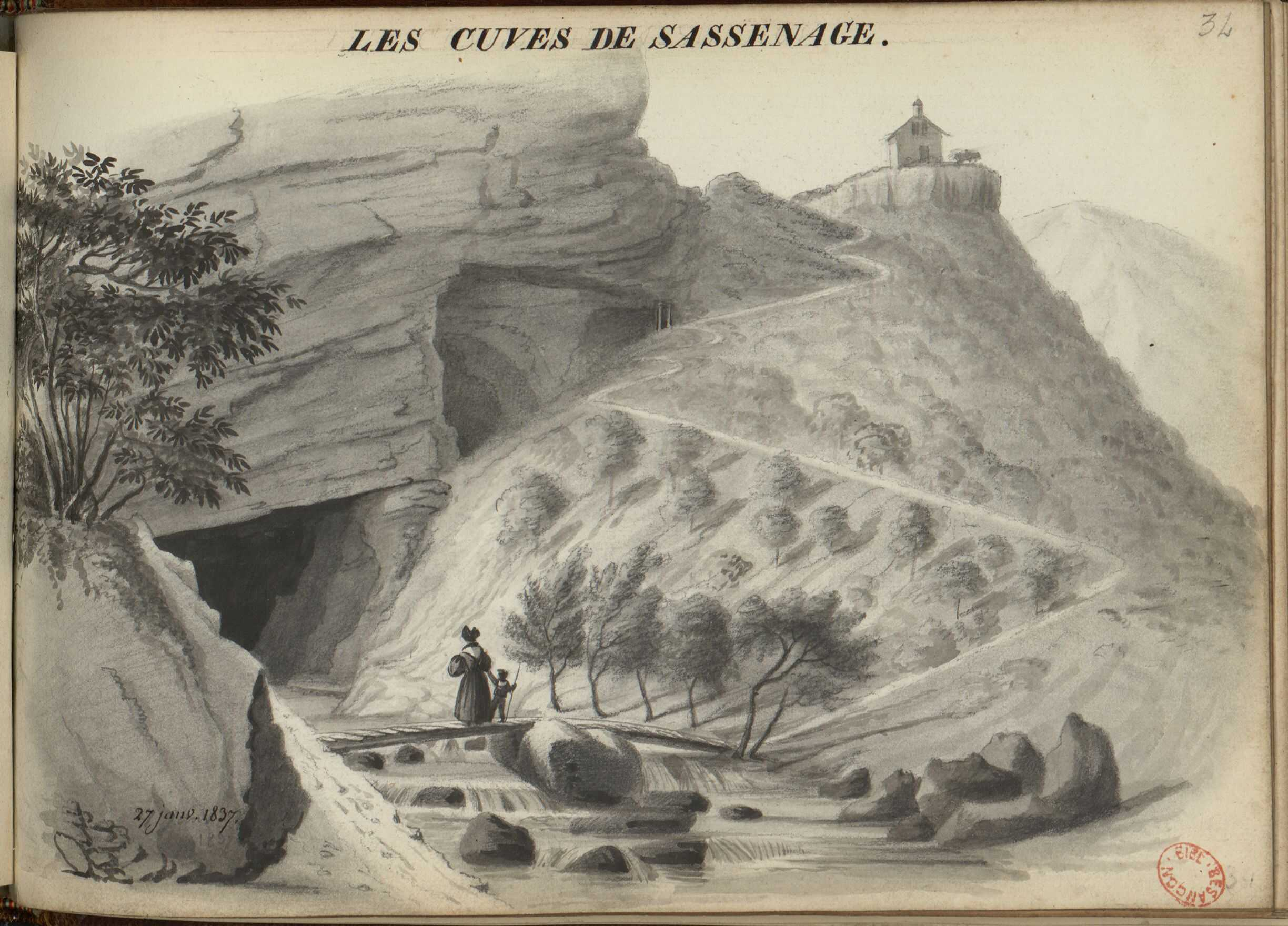
Désiré Monnier, Cuves de Sassenage, 1836, album II, p. 44, aquarelle, bibliothèque municipale de Besançon
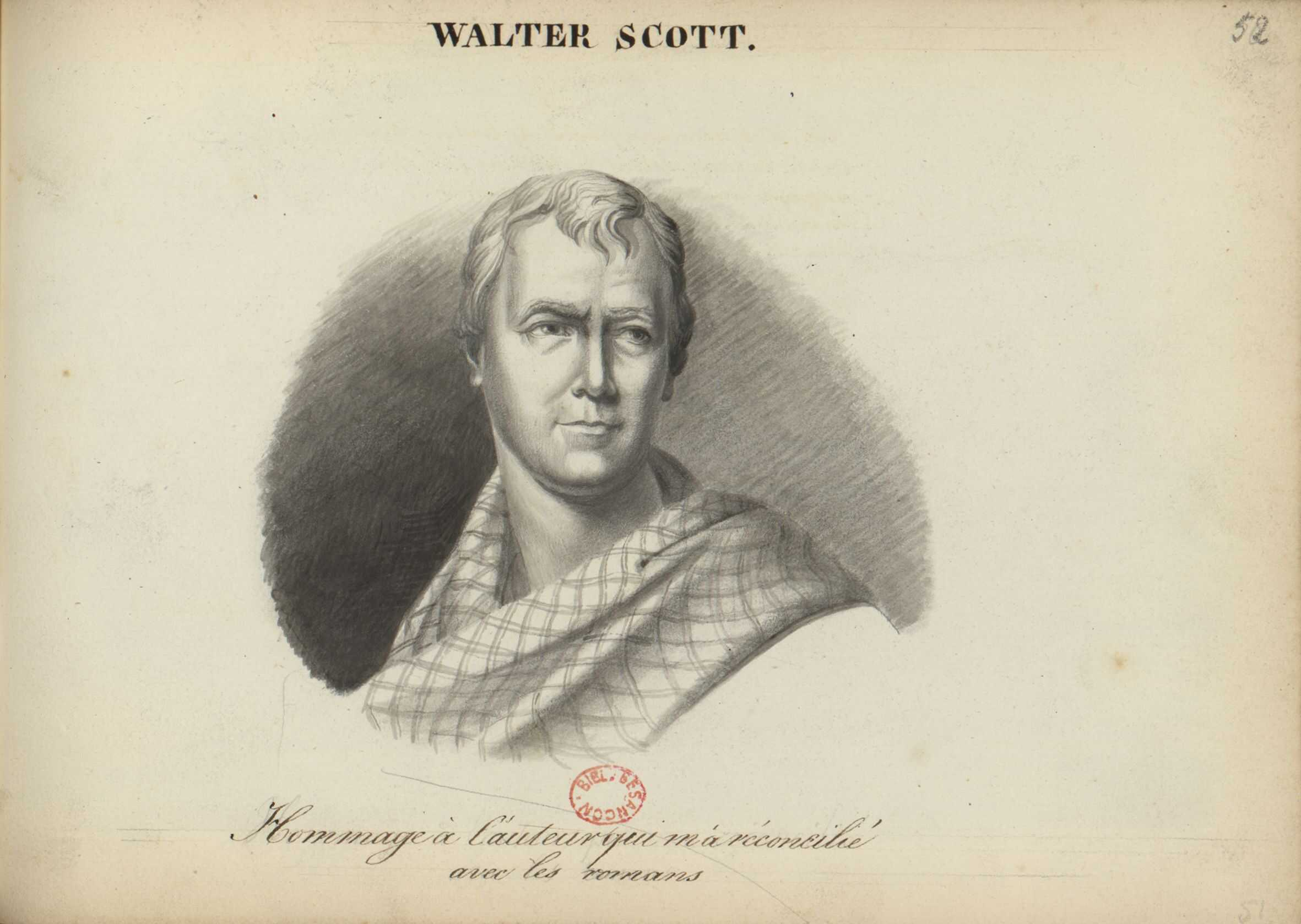
Désiré Monnier, Walter Scott, 1836, album II, p. 65, aquarelle, bibliothèque municipale de Besançon
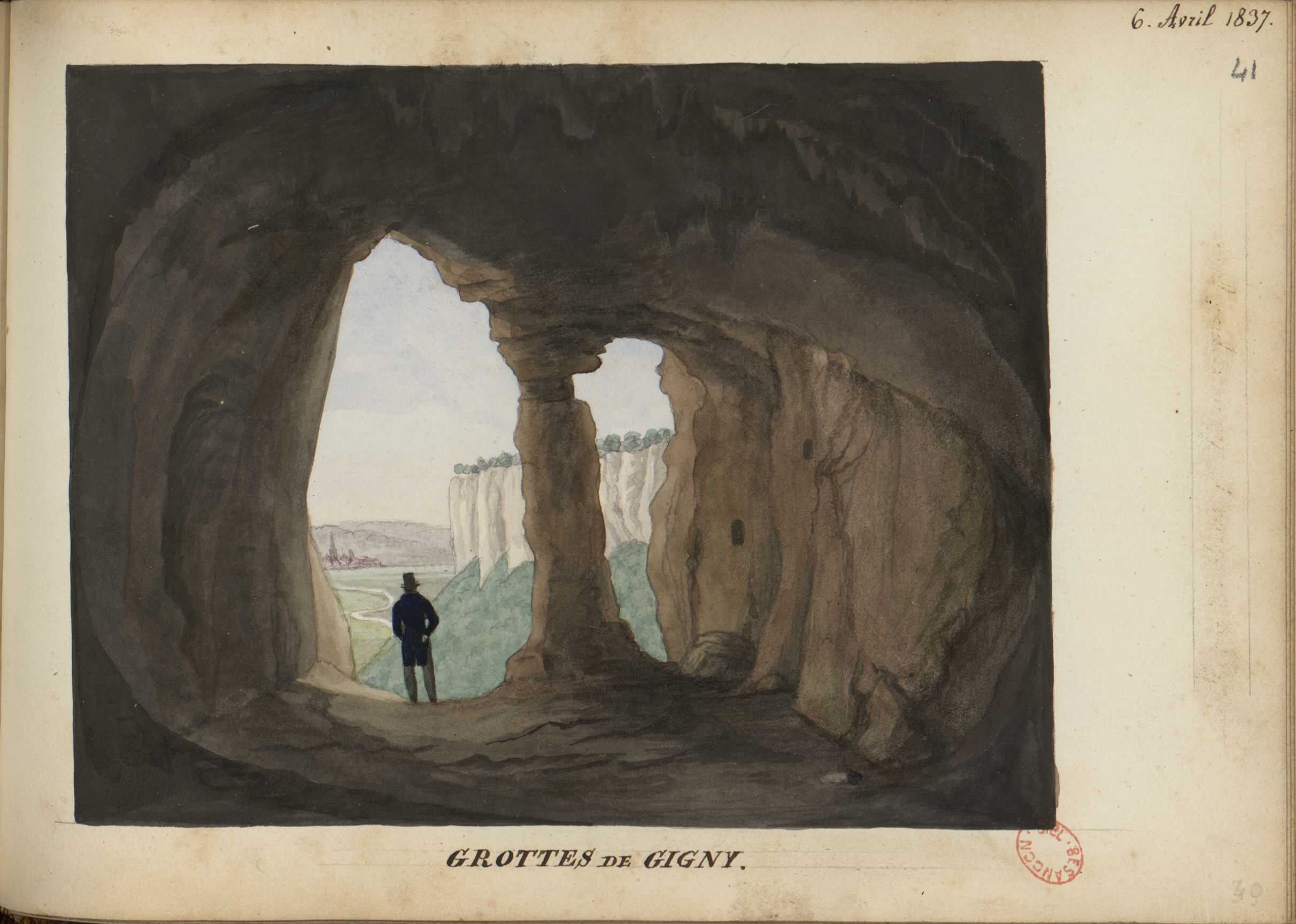
Désiré Monnier, Grotte de Gigny, 1836, album II, p. 52, aquarelle, bibliothèque municipale de Besançon
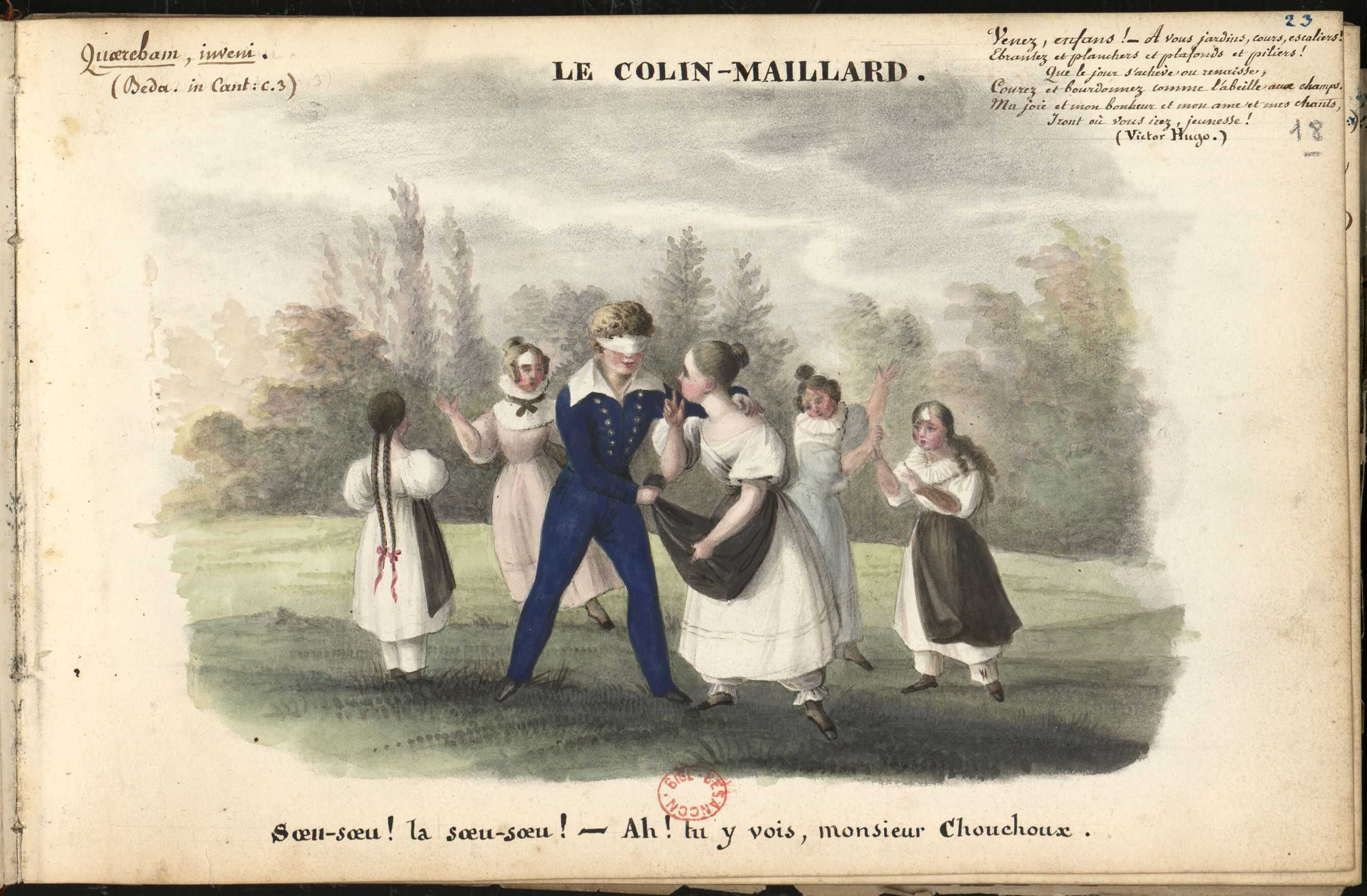
Désiré Monnier, Colin-maillard, 1836, album I, p. 23, aquarelle, bibliothèque municipale de Besançon
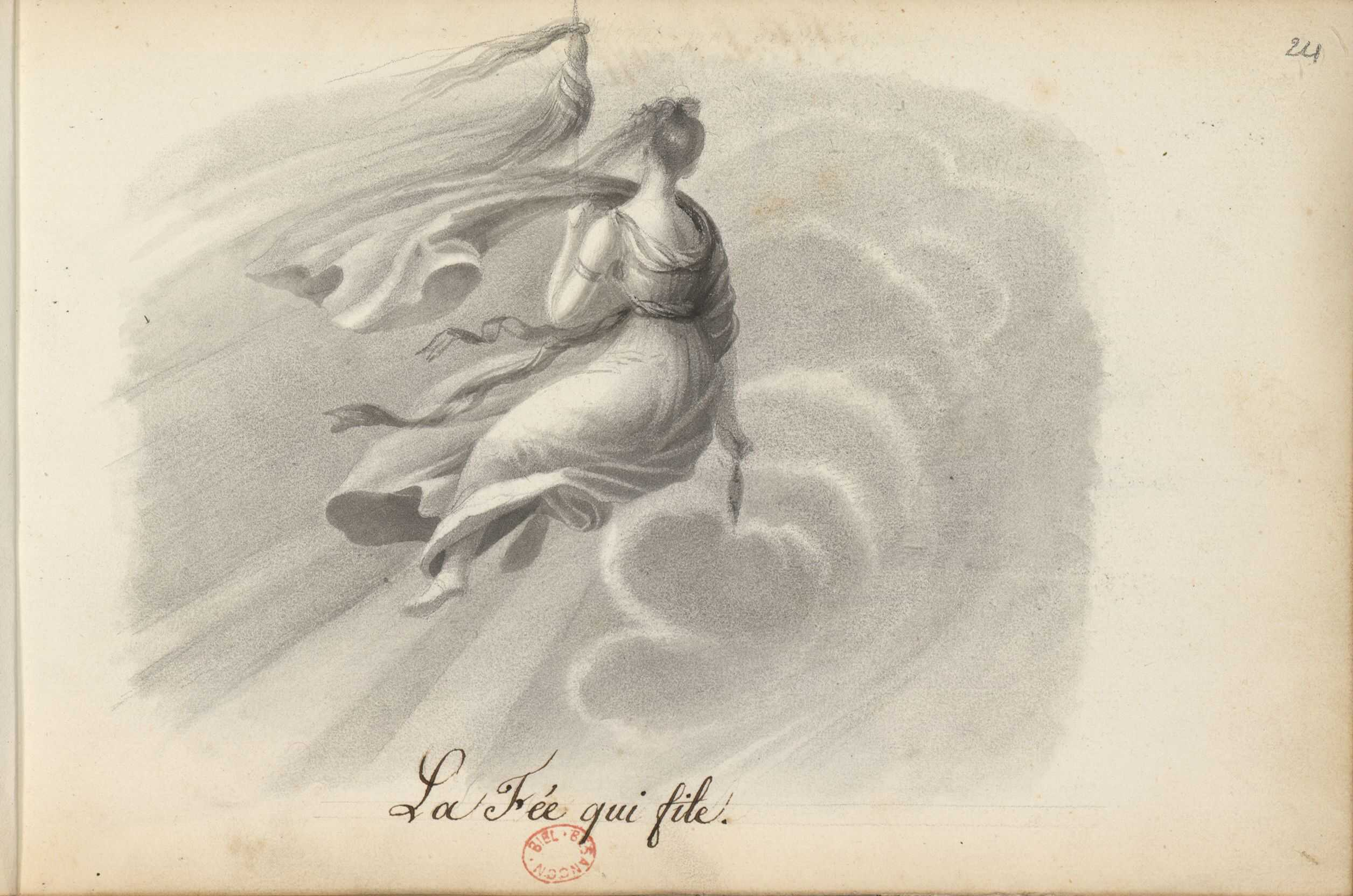
Désiré Monnier, La Fée qui file, 1839, album IV, p. 30, bibliothèque municipale de Besançon
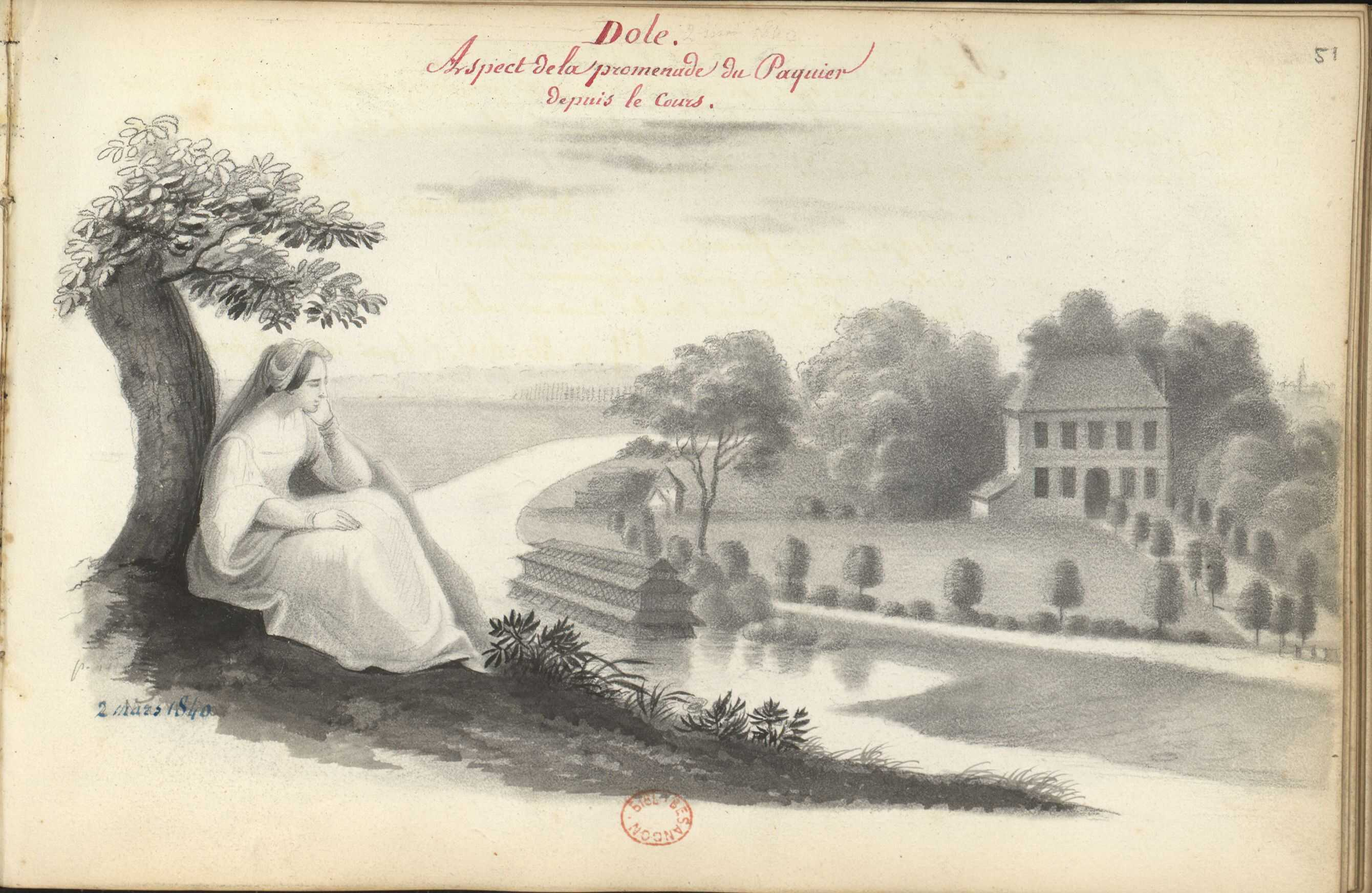
Désiré Monnier, Dole. Aspect de la promenade du Paquier depuis le cours, 2 mars 1840, album IV, p. 64, bibliothèque municipale de Besançon
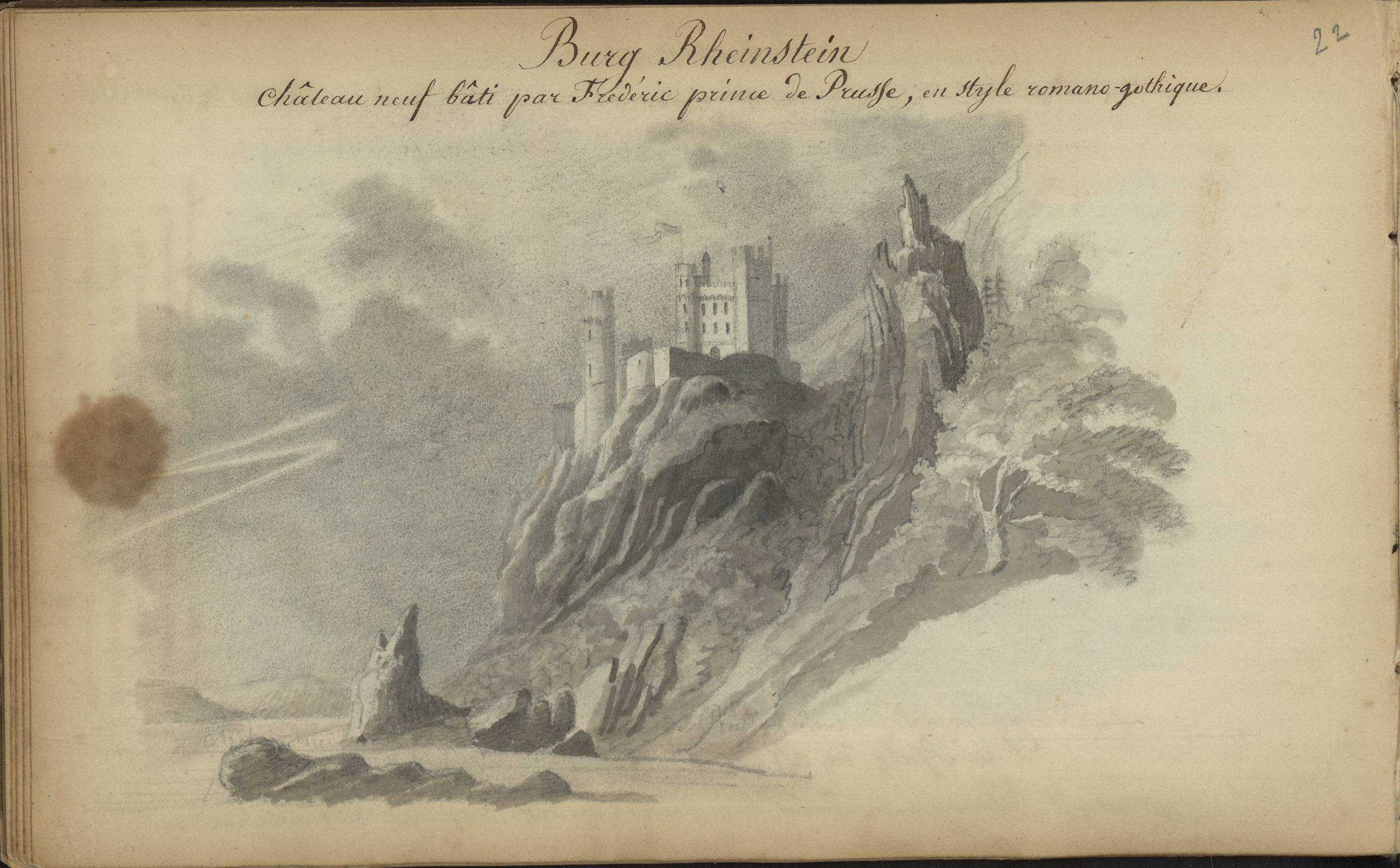
Désiré Monnier, Château de Rheinstein, 1842, album VII, p. 26, crayon, bibliothèque municipale de Besançon
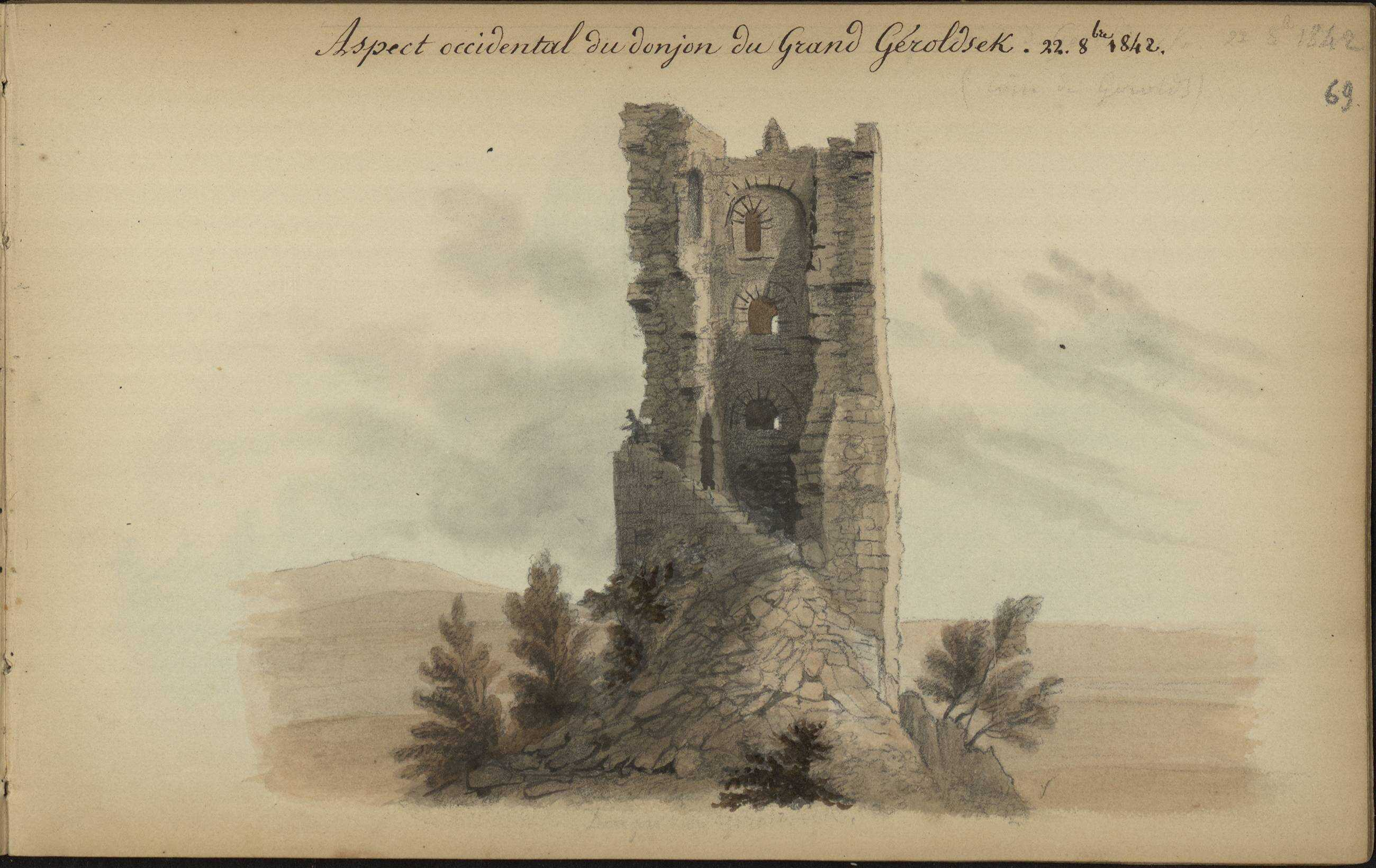
Désiré Monnier, Château du Grand Geroldseck, 22 octobre 1842, album VII, p. 81, crayon, bibliothèque municipale de Besançon
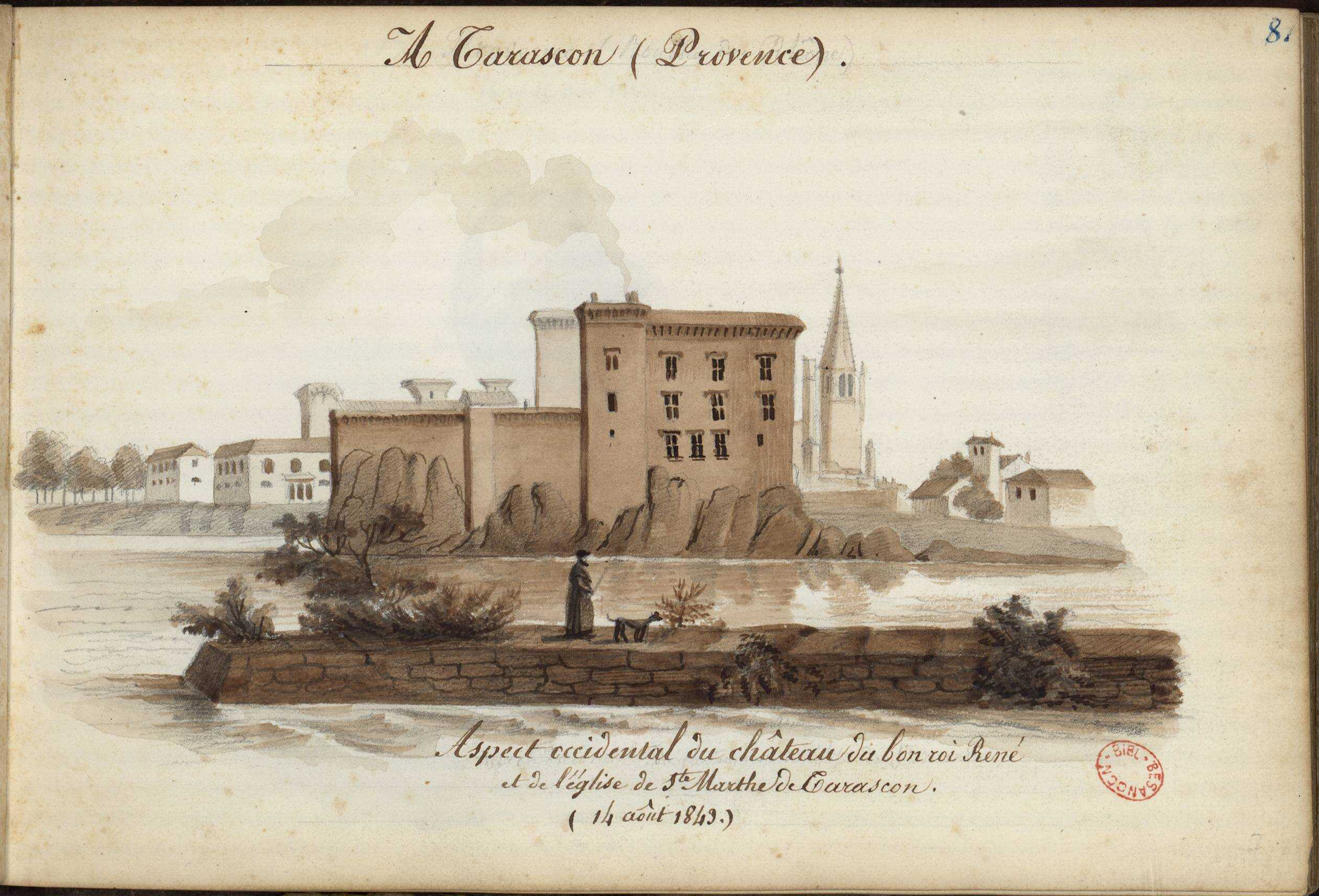
Désiré Monnier, Dessin de l'aspect occidental du château du bon roi René et de l'église de Sainte-Marthe de Tarascon, 14 août 1849, album VIII, p. 11, bibliothèque municipale de Besançon
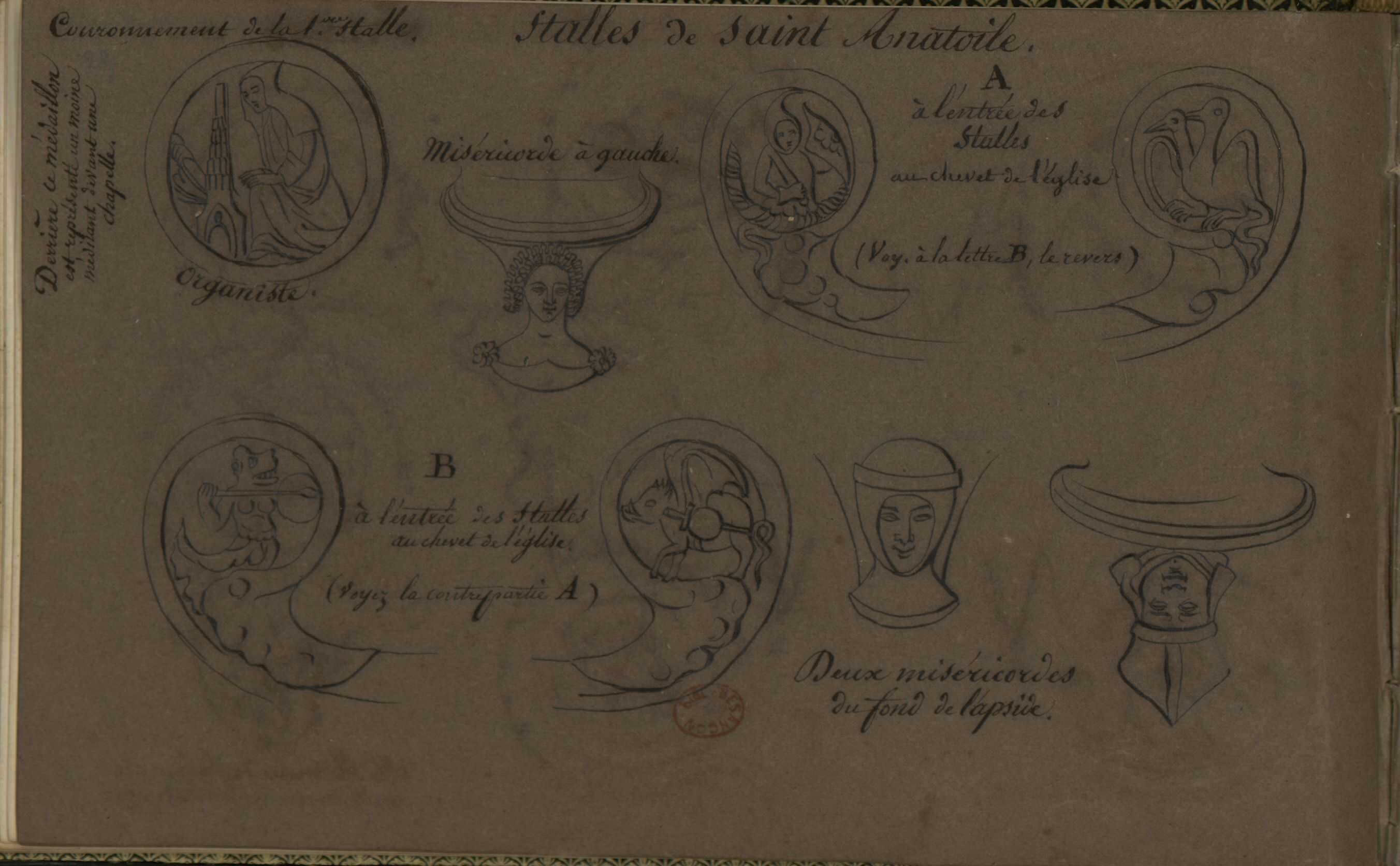
Désiré Monnier, Dessin de stalles et de miséricordes de l'église Saint-Anatoile de Salins-les-Bains, août 1842, album VI, p. 31, bibliothèque municipale de Besançon

## Productions écrites
Les références mentionnées sont essentiellement issues du livre de Robert Fonville.

### Publications
- Essai sur l’origine de la Séquanie…, Lons-le-Saunier, Gauthier neveu imp., 1818.
- Moeurs et usages singuliers du peuple dans le Jura, Lons-le-Saunier, Gauthier neveu imp., 1823.
- Notice sur l’abbé Mermet, Dole, J.-B Joly imp. 1826  lire en ligne sur Gallica.
- Les Jurassiens recommandables par des bienfaits, des vertus, des services, etc, " Lons-le-Saunier, F. Gauthier imp., 1828 lire en ligne sur Gallica.
- Du culte des rochers dans la Séquanie, 1835.
- Du culte des Esprits dans la Séquanie, Lons-le-Saunier, Gauthier neveu imp. 1834.
- Eloge historique de Raymond IV, comte de Toulouse et de Saint-Gilles, mentionné honorablement par l'Académie des Jeux floraux, dans son concours de 1840, 1840.
- François de La Palu, sire de Varambon, chevalier de l’Annonciade, ou Origine de N.-D. de Consolation, Bourg, Bottier imp., 1841 - lire en ligne sur Gallica.
- Études archéologiques sur le Bugey, 1841 .
- Promenade poétique près des ruines d'un vieux château du Bugey, détruit pendant la révolution de 1792. signé L’ermite du Jura. Bourg, Bottier imp.
- “Lettres” sur ses voyages en Italie, 1844-1845.
- Traditions Populaires Comparées, Paris, J.6B. Dumoulin 1854 - lire en ligne sur Gallica.
- Vocabulaire de la langue rustique et populaire de la Séquanie, 1858.
- Souvenirs d'un octogénaire de province, Gauthier frères, 1868 lire en ligne sur Gallica.
- Guides des voyageurs dans le Jura, 1857.
- Lacuson, héros des luttes d'indépendance de la Franche-Comté, 1857.
- Synthèse sur la Géographie historique de la Franche-Comté, 204 p., 1860.
- Désiré Monnier et Aimé Vingtrinier, Croyances et traditions populaires recueillies dans la Franche-Comté : le Lyonnais, la Bresse, et le Bugey, H. Georg, 1874, 2e éd., 812 p.[93].

### Annuaire du département duJura,1840-1862
Lons-le-Sonnier, avec Henri Damelet,de 1840 à 1848 et de 1851 à 1860 puis avec Frédéric Gauthier, à partir de 1867, lire en ligne sur Gallica.

#### Articles notables
- Armorial et nobiliaire du Jura, par D. Monnier et A. Fourtier. Extrait de l’Annuaire du Jura, 1962, Lons-le-Saunier, H. Damelet imp. 1861.
- Du culte des rochers dans la Séquanie, 1833, avec 8 planches dessinées.
- “Annales semi contemporaines, simples notes de ce qui s’est passé de plus remarquable relativement à la Révolution de 1787 à 1796 dans le Jura” publié entre 1846 et 1858.
- Odette ou la petite Reine, 1858.
- Commune de Champdivers, 1859.

### Œuvre cartographique
- Carte de la Séquanie, 31x25cm, 1817 lire en ligne sur Gallica.
- Carte grecque, 1859.

### Textes divers
- Bibliothèque municipale de Besançon, correspondance avec Charles Weiss[94], lire en ligne.
- Archives départementales du Jura, 12 J 23, dossiers de D. Monnier, Tercy et Mme Kerr (1820-1870).
- Notices pour la Société d’Émulation du Jura, dès 1818 : Château du Pin, Château de Binans, Château de Beauregard, Château de Châtillon-sur-courtine, Château de Montrond, Château Vilain ou du Bourg, église et hermitage de Notre-Dame de Mièges, 1819. Description de deux caveaux de Poids des Fioles, découvertes archéologiques de Lons-le-Sonnier 1829.
- Défaite des Romains par les Ambrons près d’Ambronay (Bugey) accompagné de deux planches et d’une carte, Mémoire pour l’Académie des Inscriptions et Belles lettres, 1823 .
- Manuscrit sur l'Abbaye de Baume, 350p. destiné au Ministre, 1836, accompagné de 18 dessins.
- Mémoire sur la Chartreuse de Vaucluse, destiné au Ministre de l’Instruction publique, 285 p. 1838.
- Étude sur le monastère de Gigny, 2 volumes, destiné au Ministre de l’Instruction publique, 1938.
- Rapport à Monsieur Le Pasquier, maître des requêtes, préfet du Jura, sur les monuments et les souvenirs historiques de ce département. 24 p. 1838.
- Rapport sur les Monuments Historiques du Département du Jura, par Désiré Monnier (18 janvier 1838). 624 pp. mss. Arch. Mon. Hist. Jura. - Affaires Générales 634.
- Etude sur Saint-Laurent-la-Roche, 1839.
- Lacuson, épisode des guerres du XVIIe siècle en Franche-Comté, transmis au Ministère de l'Instruction publique, 1839.
- Monographie sur l’abbaye royale de Baume-les-Messieurs, à destination du Ministre, 1842.
- Phocas, manuscrit non publié, conservé à la Bibliothèque de Besançon, 1843[95].
- Étude sur l’abbaye de Bonlieu, 1847.
- Etude Terre des Francs, 33 p., 1857.
- Monographie de la collégiale Saint Anatoile, Salin 1860.
- Manuscrit sur Claude Cattin, 1860.
- Nécrologie de Charles Weiss, 1882.

### Notices et ressources
- Ressource relative à la recherche :   - La France savante
- Ressource relative aux beaux-arts :   - Bénézit
- Notices d'autorité :   - VIAF
  - ISNI
  - BnF (données)
  - IdRef
  - LCCN
  - GND